# 松山駅 (愛媛県)
松山駅（まつやまえき）は、愛媛県松山市南江戸一丁目にある、四国旅客鉄道（JR四国）予讃線の駅。駅案内パネルのコメントは「坊っちゃん、マドンナと道後温泉の駅」。駅番号はY55・U00。
伊予鉄道大手町線のJR松山駅前停留場（ジェイアールまつやまえきまえていりゅうじょう、駅番号：05）についてもここで記述する。

## 歴史
1927年に高松方面から延びてきた予讃線の駅として開業したが、松山市内には既に1888年に開業していた伊予鉄道の松山駅が存在していた。国有鉄道を当時運営していた鉄道省では伊予鉄道に駅名改称を要求し、伊予鉄道は国鉄駅の名前を「伊予松山駅」とすればよいと反発した。鉄道省は伊予鉄の運輸課長を東京の本省に呼び出して圧力を掛けるなどし、結局伊予鉄側が折れて伊予鉄の駅を松山市駅に改称して松山駅の名前を国鉄に譲った。しかし国鉄の駅は市街地から離れていて、その後も松山における中心駅としての地位は松山市駅が占め続け、国鉄（→JR）の駅は長距離客のみ使用するものという雰囲気が形成され、現在に至る。また現在JR線上に存在する都道府県代表駅（46駅）で最後に開業した駅となっている。
松山駅の所在地である南江戸一丁目（1926年までは温泉郡朝美村大字南江戸）は低湿地帯で、大量の土砂による埋め立て工事が必要となったため、駅予定地西側の大峰ヶ台東側斜面から運ばれた土で整地を行った。松山駅開業にあわせて大通り（大手町通り）が整備されたが、開業後10年以上経過してもなお駅周辺には耕地や空き地が至る所に見られた。
戦後も駅東側の駅舎と駅前広場は1953年（昭和28年）の改築後から大きく変わっておらず、駅西側は開発が遅れた状態が続いたため、後述の高架化事業が行われることとなった。

### JR四国
- 1927年（昭和2年）4月3日：鉄道省讃予線 伊予北条駅 - 当駅間開通に伴い開業[5][6]。
- 1930年（昭和5年）
  - 2月27日：讃予線 当駅 - 南郡中駅（現在の伊予市駅）間開通[6]。
  - 4月1日：讃予線 高松駅 - 当駅 - 南郡中駅間が予讃線に改称。
- 1933年（昭和8年）8月1日：予讃線が予讃本線に改称。
- 1934年（昭和9年）3月24日：予土線（自動車線）松山 - 久万間開業により、自動車線の一般運輸営業を取扱う[6]。
- 1945年（昭和20年）7月26日：空襲により駅舎焼失[7]。
- 1946年（昭和21年）4月：木造の仮駅舎が完成[7]。
- 1947年（昭和22年）9月1日：国営自動車路線名称の改正に伴い、予土線松山 - 落出間を予土北線に改称。
- 1949年（昭和24年）6月1日：日本国有鉄道法施行に伴い、日本国有鉄道（国鉄）に継承。
- 1953年（昭和28年）9月28日：鉄筋コンクリート造の駅舎が完成[6][7]。
- 1965年（昭和40年）3月18日：北四国急行線（自動車線） 高松 - 松山間運行開始。ただし、当駅発着は国鉄便のみであった。
- 1967年（昭和42年）8月1日：予土北線が予土南線と統合し、松山高知急行本線に改称。
- 1973年（昭和48年）7月：駅待合室に冷房装置が設置される[8]。
- 1978年（昭和53年）1月31日：跨線橋を設置[6]。
- 1983年（昭和58年）12月：自動券売機を設置[6]。
- 1985年（昭和60年）3月14日：予讃本線 高松駅 - 当駅間がCTC化。
- 1986年（昭和61年）3月3日：予讃本線 当駅 - 伊予上灘駅間がCTC化。
- 1987年（昭和62年）4月1日：国鉄分割民営化に伴い、四国旅客鉄道（JR四国）・日本貨物鉄道（JR貨物）に継承[5]。
- 1988年（昭和63年）6月1日：線路名称改正に伴い、予讃本線が予讃線に改称。
- 1990年（平成2年）11月21日：予讃線 伊予北条駅 - 伊予市駅間が直流電化[6]。予讃線全線の高速化実施（最高速度120km/h、一部110km/h）。
- 2000年（平成12年）11月21日：鉄道唱歌100周年記念イベントに合わせて駅舎が新装オープン。小説坊っちゃんの街をイメージした三角屋根の新設等が行われる[9]。
- 2006年（平成18年）3月1日：駅番号表示を開始。
- 2008年（平成20年）3月11日：1番線と2・3番線とを結ぶ跨線橋にエレベーターが2基設置され、供用開始[10]。
- 2013年（平成25年）10月13日：台北市の松山駅と友好駅協定を調印[11]。
- 2018年（平成30年）1月：高架橋工事着工。
- 2020年（令和2年）3月14日：駅周辺の高架事業工事に伴い、松山運転所と日本貨物鉄道（JR貨物）の松山駅が北伊予駅 - 伊予横田駅間に移転（貨物駅は松山貨物駅として新設。同日、運転所と貨物駅に隣接した場所で南伊予駅が開業）[12]。
- 2023年（令和5年）1月19日：JR四国が高架橋に設計ミスがあったことを発表。高架切り替えは2023年度末から2024年秋に延期された[13][14]。
- 2024年（令和6年）
  - 9月29日：高架化[15][16]。
  - 11月2日：同日発生のゲリラ豪雨により、駅改札内及び構内商業施設（だんだん通り）が冠水[17]。
- 2025年（令和7年）度：連続立体交差事業完了予定[18]。橋りょう工事の設計ミスにより、手直し工事を実施する前までは、2024年度の予定であった[18]。

### 伊予鉄道
- 1927年（昭和2年）4月3日：鉄道省松山駅の開業と同時に古町 - 松山間の連絡線が地方鉄道法による鉄道として開通[6]。
- 1936年（昭和11年）5月1日：大手町線の開通に伴い、国鉄駅前停留場（こくてつえきまえていりゅうじょう）が開業。古町 - 松山間の連絡線廃止。
- 1987年（昭和62年）4月1日：国鉄分割民営化に伴い、松山駅前停留場へ改称[19]。
- 2023年（令和5年）：JR松山駅前停留場へ改称[20][21]。
- 2026年（令和8年）夏：JR松山駅前停留場路線の延伸及び停留所の移設予定。

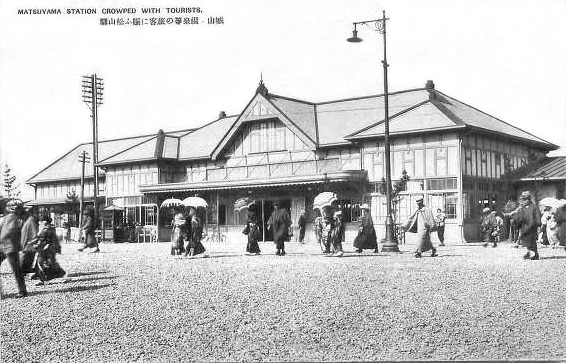
開業当時の松山駅
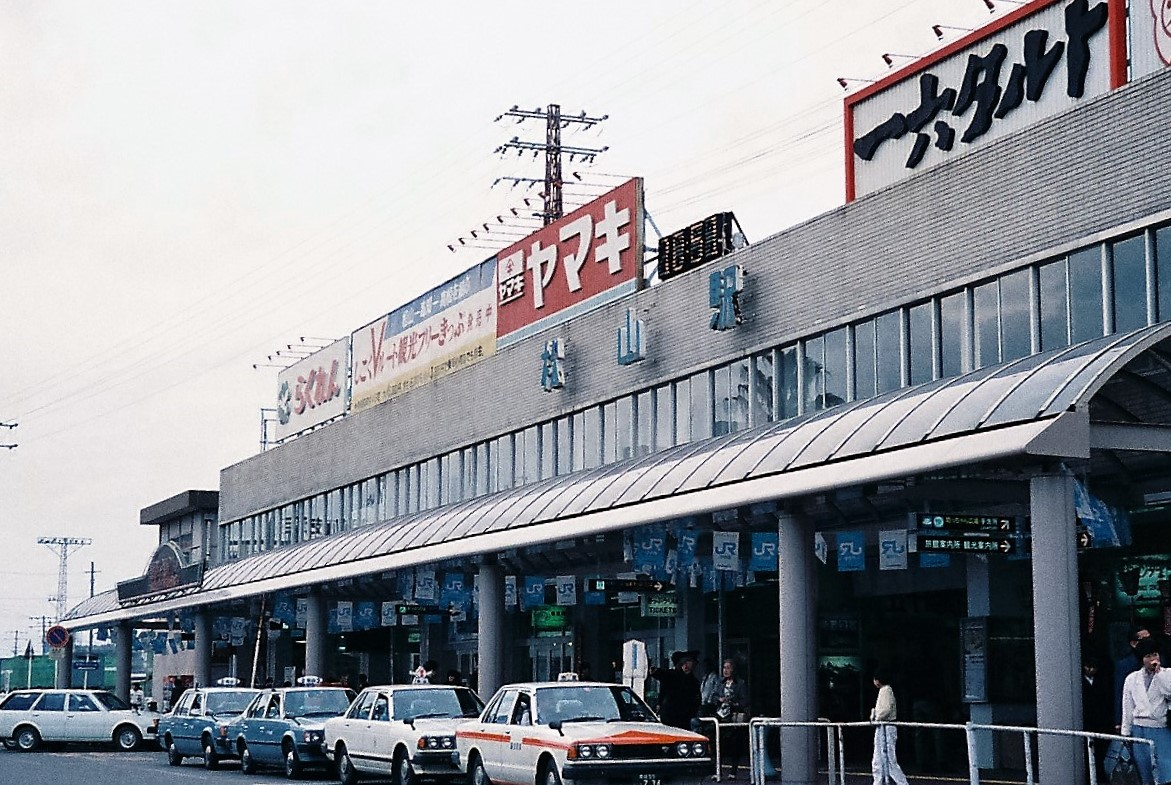
2代目駅舎（1988年3月）
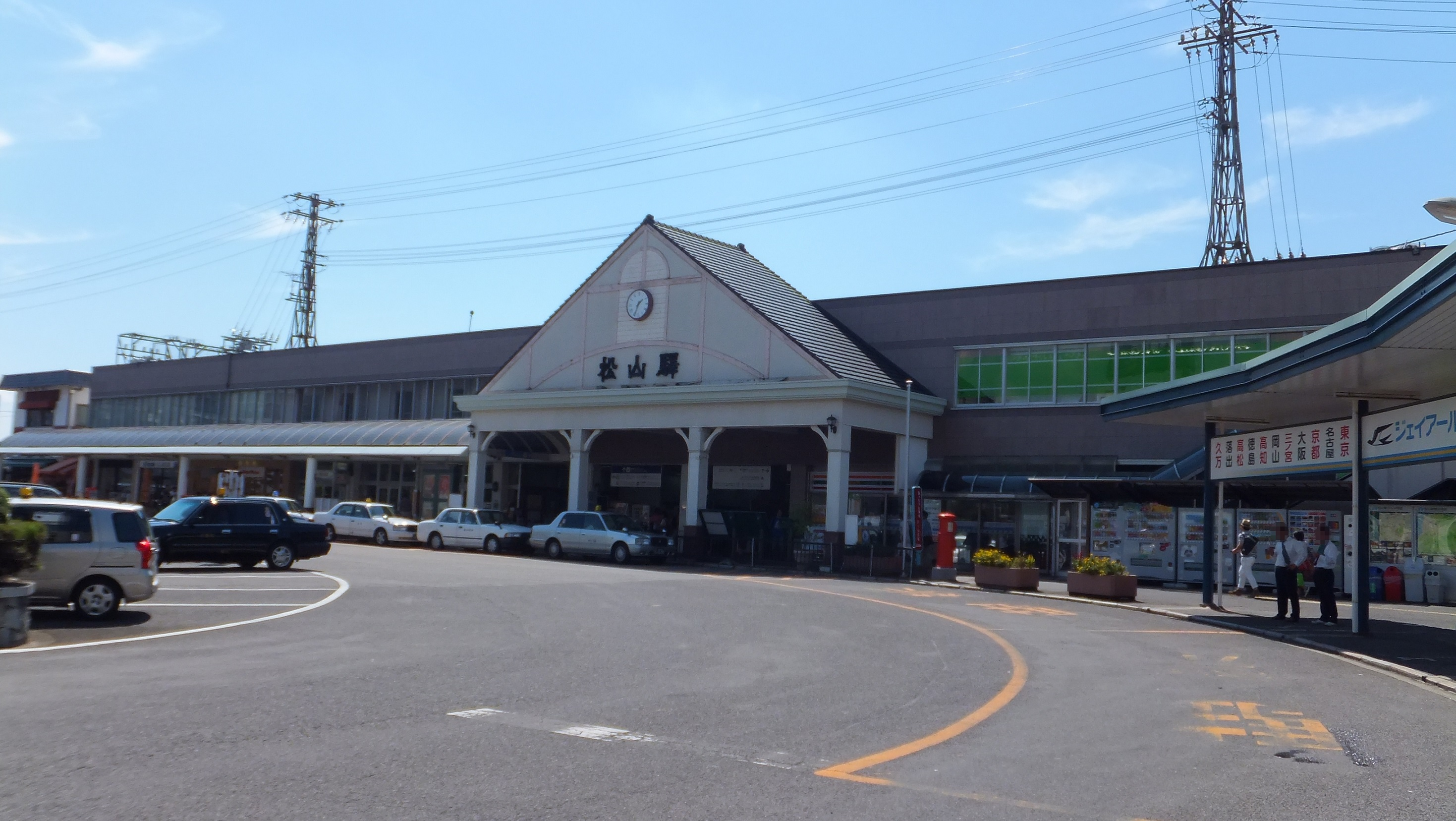
2代目駅舎（三角屋根の新設後）（2015年9月）

## 駅構造

### JR四国
愛媛県の県庁所在地でもある松山市の代表駅で、2024年9月29日完成の高架化事業により、島式ホーム2面4線のホームを有する高架駅となった（高架化事業の詳細は「高架化事業」の節を参照）。ホーム長は178mで8両編成に対応。
かつて駅構内にはホーム西側に車両基地（松山運転所）が併設されていたが、駅周辺の高架化事業により2020年3月14日に南伊予駅に隣接した場所に移転した。現在の駅施設は車両基地の跡地に設けられている。みどりの窓口や自動券売機、自動改札機が設置されている。事務管コードは▲701452を使用している。
1階が改札口（メインは北側の中央改札だが、南側にも南改札を新設）と土産品店・飲食店・コンビニなどが入居している商業施設「だんだん通り」、トイレ（改札外）、コインロッカーなどで、2階がトイレ、台湾交流ギャラリーを兼ねた待合室、喫煙ルームなど、3階がホームとなっている。
伊予市 - 伊予大洲間で伊予灘沿いの予讃線旧線を経由して宇和島方面に向かう列車は、同区間の愛称である「愛ある伊予灘線・伊予長浜経由（行先駅名）行き」と案内される。
2011年4月19日より、列車接近メロディが「瀬戸の花嫁」から「この街で」に変更されている。これは松山市とのパートナーシップ協定の一環であり、当日には協定締結式がホームにて行われた。なおこのメロディが採用されたのは松山市「ことばのちから」イベントで生まれた歌であることから。
2015年5月15日より、松山市とJR四国が「瀬戸内・松山」構想の協定締結を行った取り組みの一つとして、「この街で」から「春や昔」に変更されている。
高架化前までは単式ホーム1面1線・島式ホーム1面2線の地上駅で、駅舎は1953年に改築されたものである。エントランスの三角屋根は小説『坊っちゃん』における旧制松山中学や初代松山駅をイメージしたもので、2000年のリニューアルの際に新設されたものである。リニューアルにあわせて他にも改札口付近を木目調に改修、駅前にガス灯を設置するなどしており、レトロな雰囲気を漂わせていた。
2024年に高架の新駅舎に切り替わり、これまでの2面3線から2面4線になった。

#### のりば

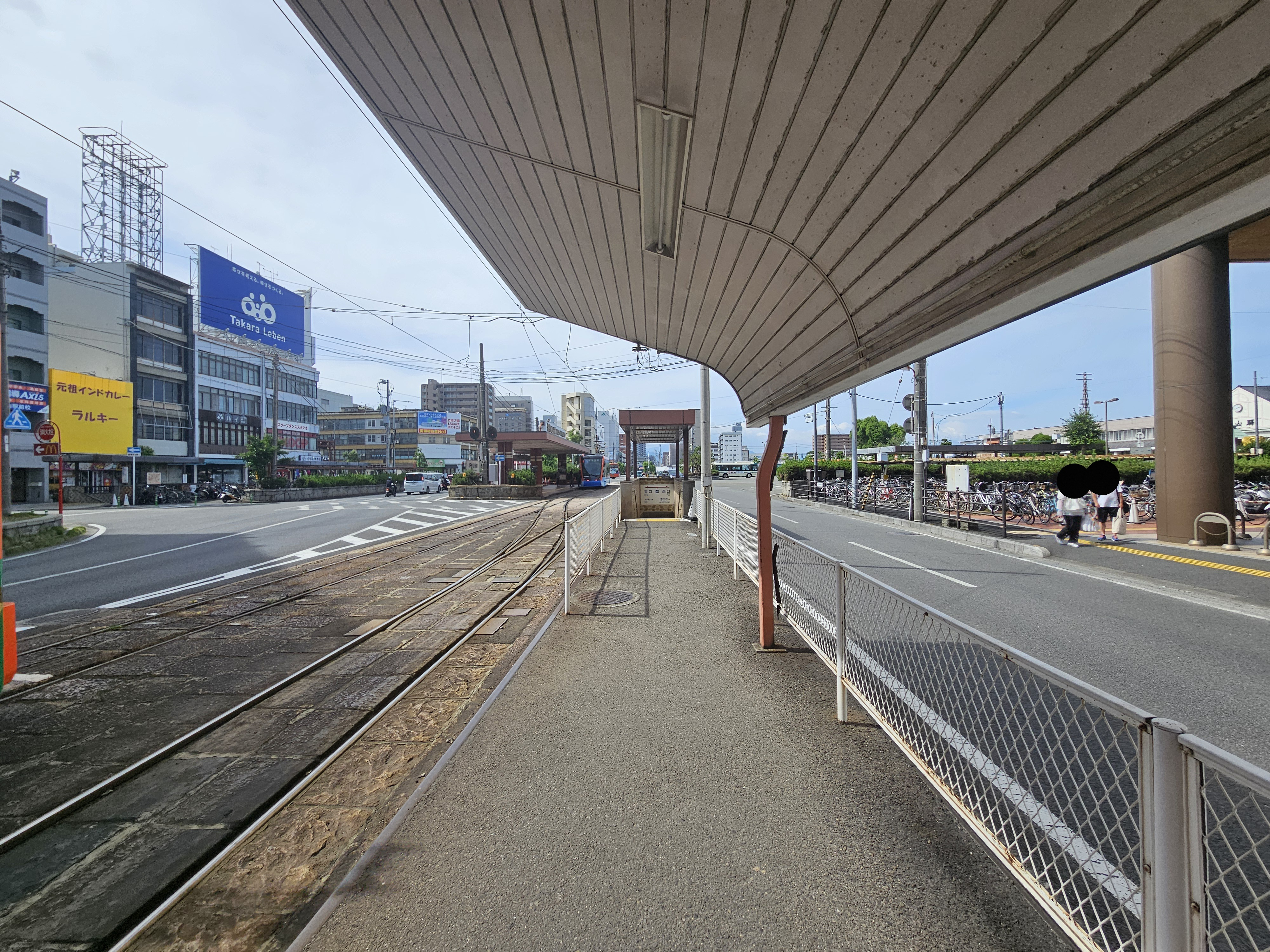
構内（2025年6月）

| のりば | 路線    | 方向 | 行先                 | 備考                                            |
| ------ | ------- | ---- | -------------------- | ----------------------------------------------- |
| 1      | ■予讃線 | 下り | 八幡浜・宇和島方面   | 特急「宇和海」（7号のみ）                       |
| 1      | ■予讃線 | 上り | 今治・高松・岡山方面 | 特急「しおかぜ」・「いしづち」・普通（3本のみ） |
| 2      | ■予讃線 | 下り | 八幡浜・宇和島方面   | 特急「宇和海」（7号以外）                       |
| 2      | ■予讃線 | 上り | 今治・高松・岡山方面 | 普通（4本のみ）                                 |
| 3・4   | ■予讃線 | 下り | 八幡浜・宇和島方面   | 普通のみ                                        |
| 3・4   | ■予讃線 | 上り | 今治・高松・岡山方面 | 普通のみ                                        |

付記事項
- 駅高架化後、1・2番のりばは主に特急列車が使用し、3・4番のりばは普通列車のみが使用するように振り分けている。特急「しおかぜ」「いしづち」は1番のりば発着、特急「宇和海」は2番のりば発着（7号を除く）に統一し、両列車は同一ホームでの対面乗り換えとなった[29]。
  - 駅高架化後も9:07発「宇和海」7号と9:15発「いしづち」・「しおかぜ」12号が1番線で縦列停車を行っているという記述が見られるが[30]、実際の運用は「宇和海」発車後（の9:10頃）に「いしづち」・「しおかぜ」が入線しているものであり、同時に縦列停車を行っているものではない。

駅放送は、地上時代はこれまで簡易放送だったが、高架後は詳細放送となった。
- 地上駅時代は、特急は原則として単式ホームの1番のりばを使用し、岡山・高松方面と宇和島方面の特急同士を同一ホームで縦列停車させることで、改札口への移動、乗り換え時の移動の負担を軽減させていた。ただし、宇和島方面の一部は2番のりばも使用していた。
  - 非電化時代の1番のりばの有効長は175mであったが、北側に岡山・高松発着の「しおかぜ」・「いしづち」、南側に宇和島発着の「宇和海」を縦列停車させるために250mへと延長工事を行った[31]。2014年ダイヤ改正までは、下り基準で「しおかぜ」編成の前側と「宇和海」の後ろ側は自由席がメインで、指定席・グリーン車を利用しての「しおかぜ」「宇和海」相互の乗り換えには時間と距離を要していたが、同改正で「しおかぜ」は編成が逆転し前側がグリーン車・指定席となったため、指定席利用客の乗り換えが便利になるように改善された。2016年ダイヤ改正では、下り基準で「宇和海」の指定席が後側に変更されたため、指定席同士の乗換えが更に便利になった。駅高架化後は対面乗り換えとなったため、再度「宇和海」の指定席の位置を入れ替え宇和島寄り先頭部に変更している。
  - 伊予市方面の普通列車は主に島式ホームの2・3番のりばを使用していたが、今治方面の普通列車のホームは固定されていなかった。

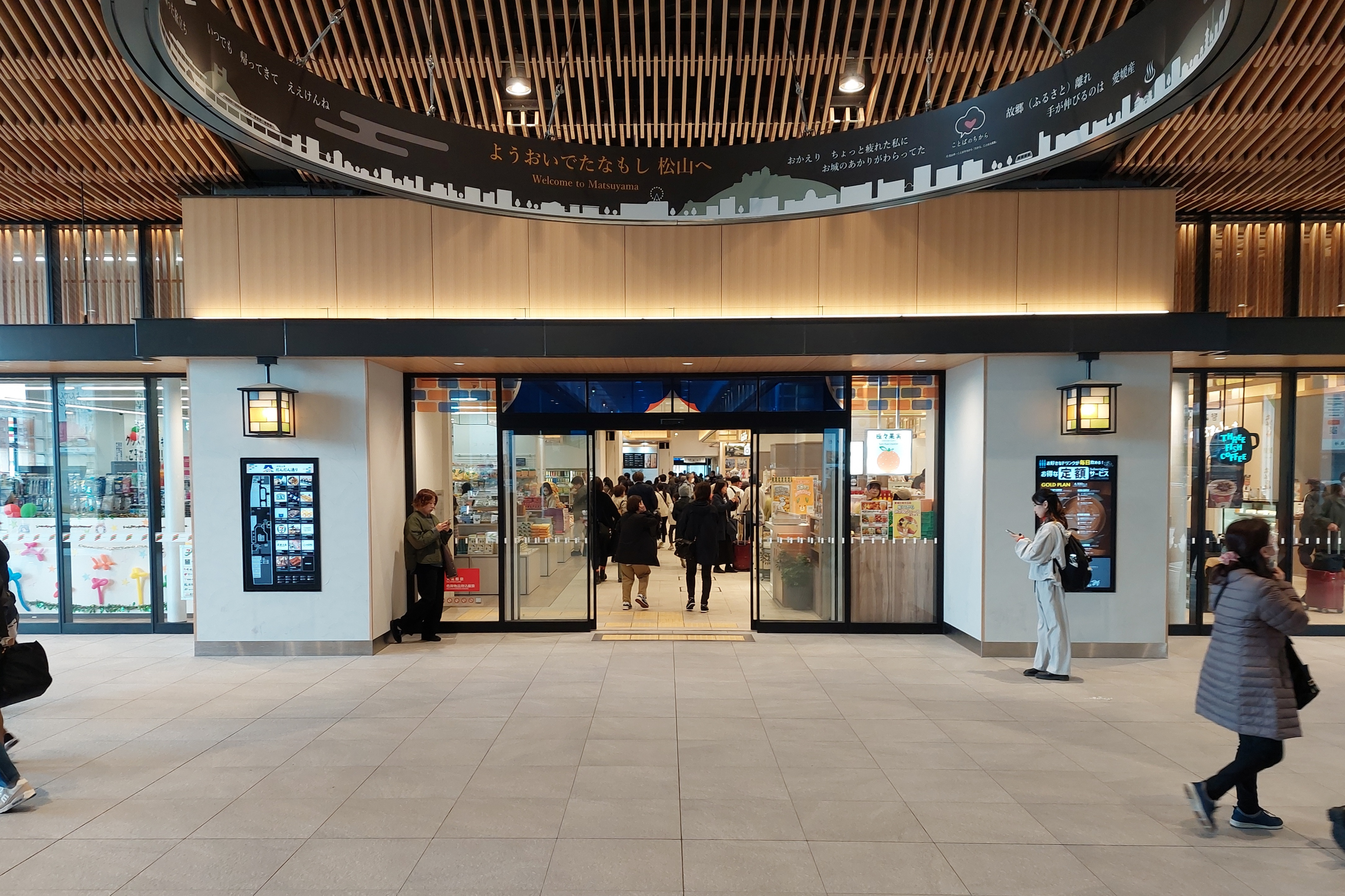
だんだん通り（2024年11月）
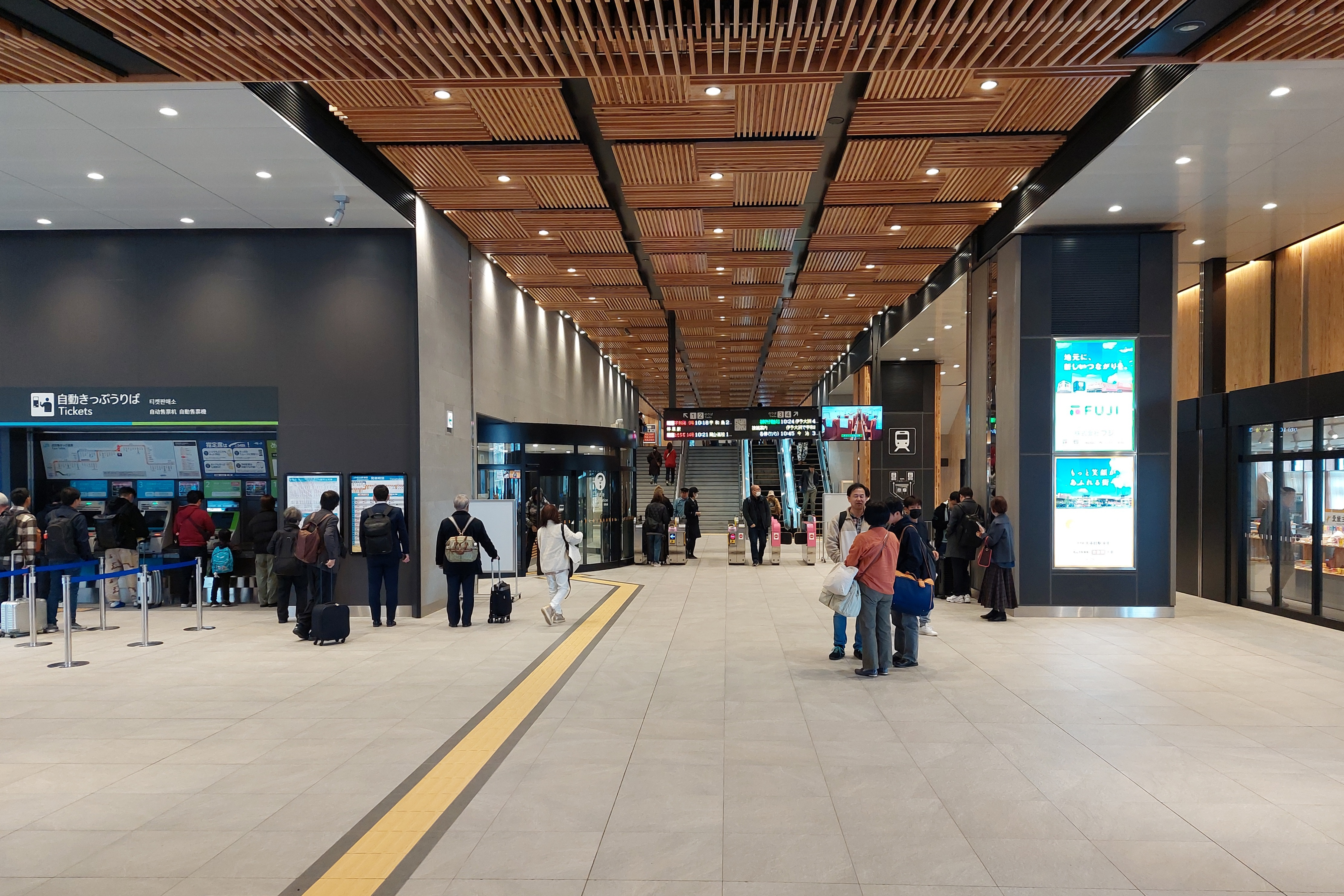
中央改札（2024年11月）
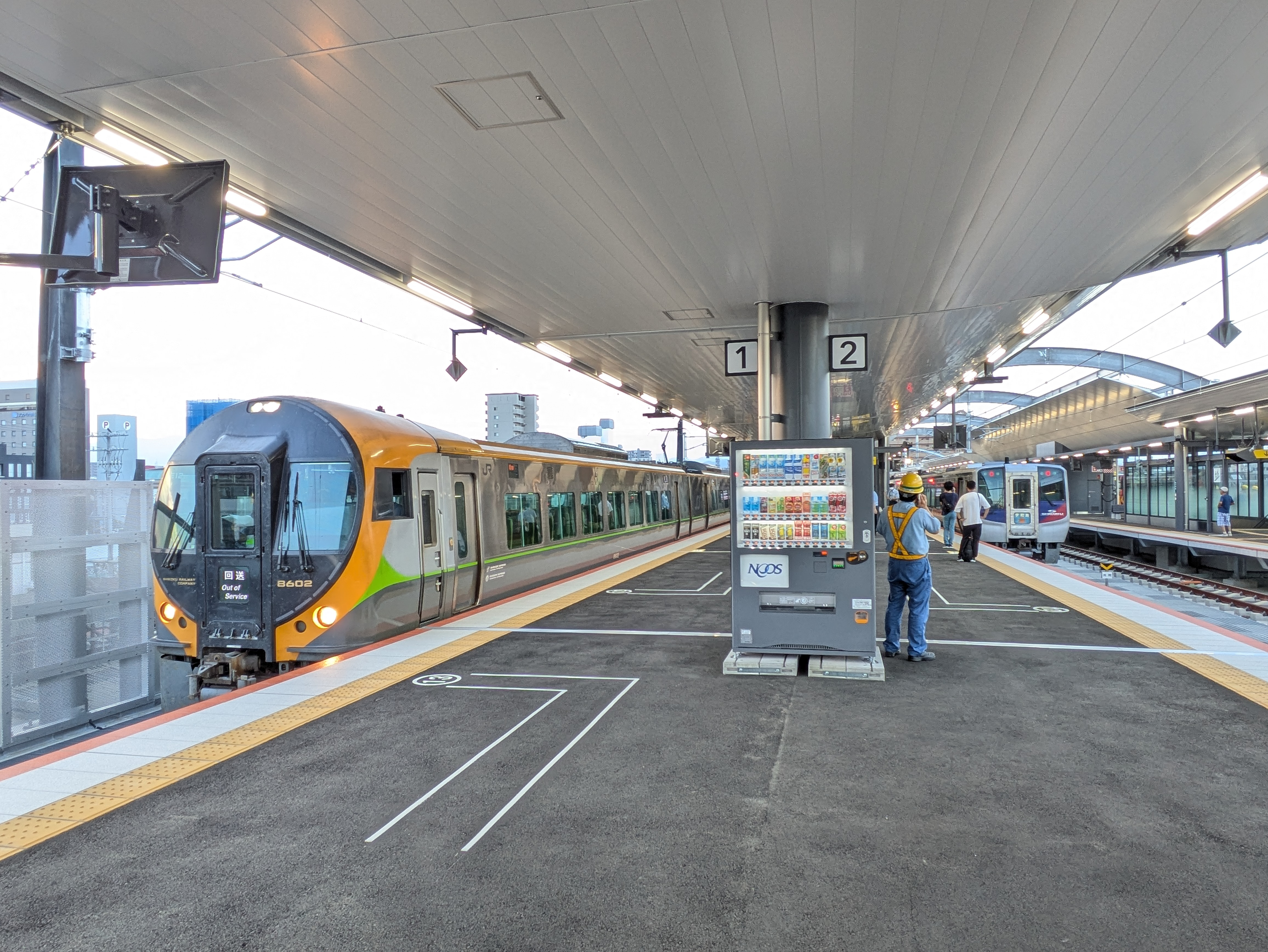
1・2番線ホーム
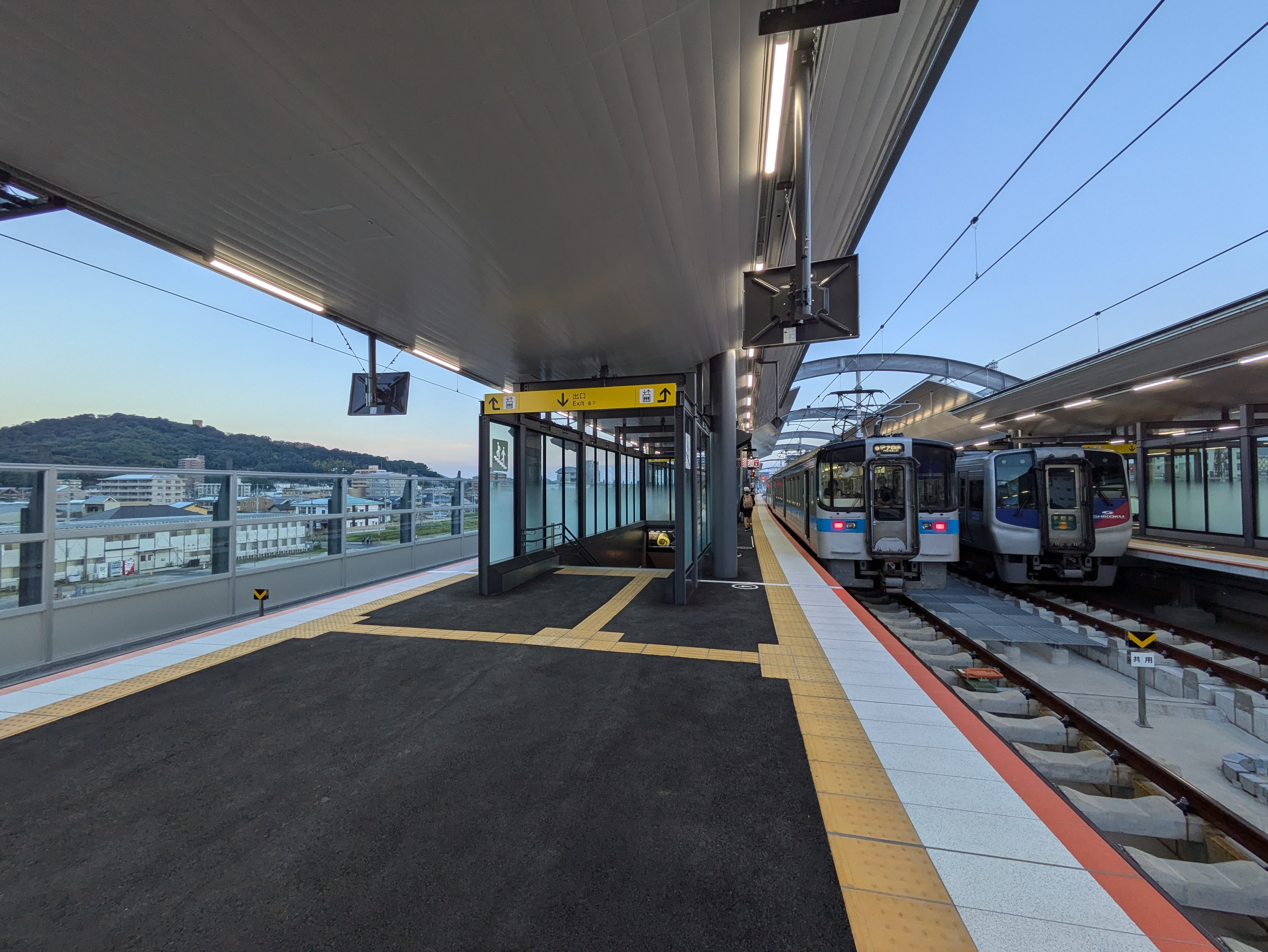
3・4番線ホーム（2024年9月）
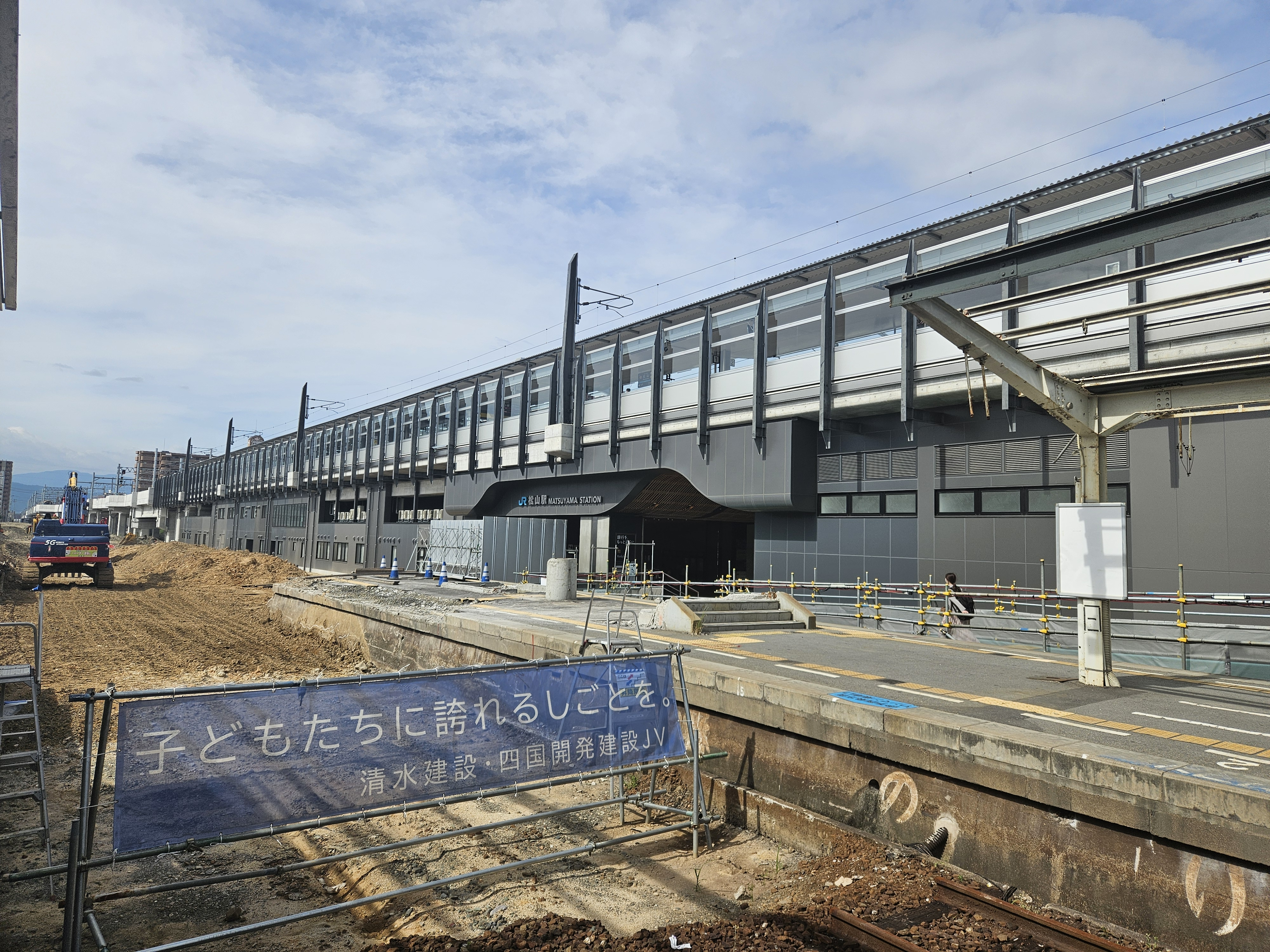
解体工事中の旧ホームと高架化後の東口（2025年6月）
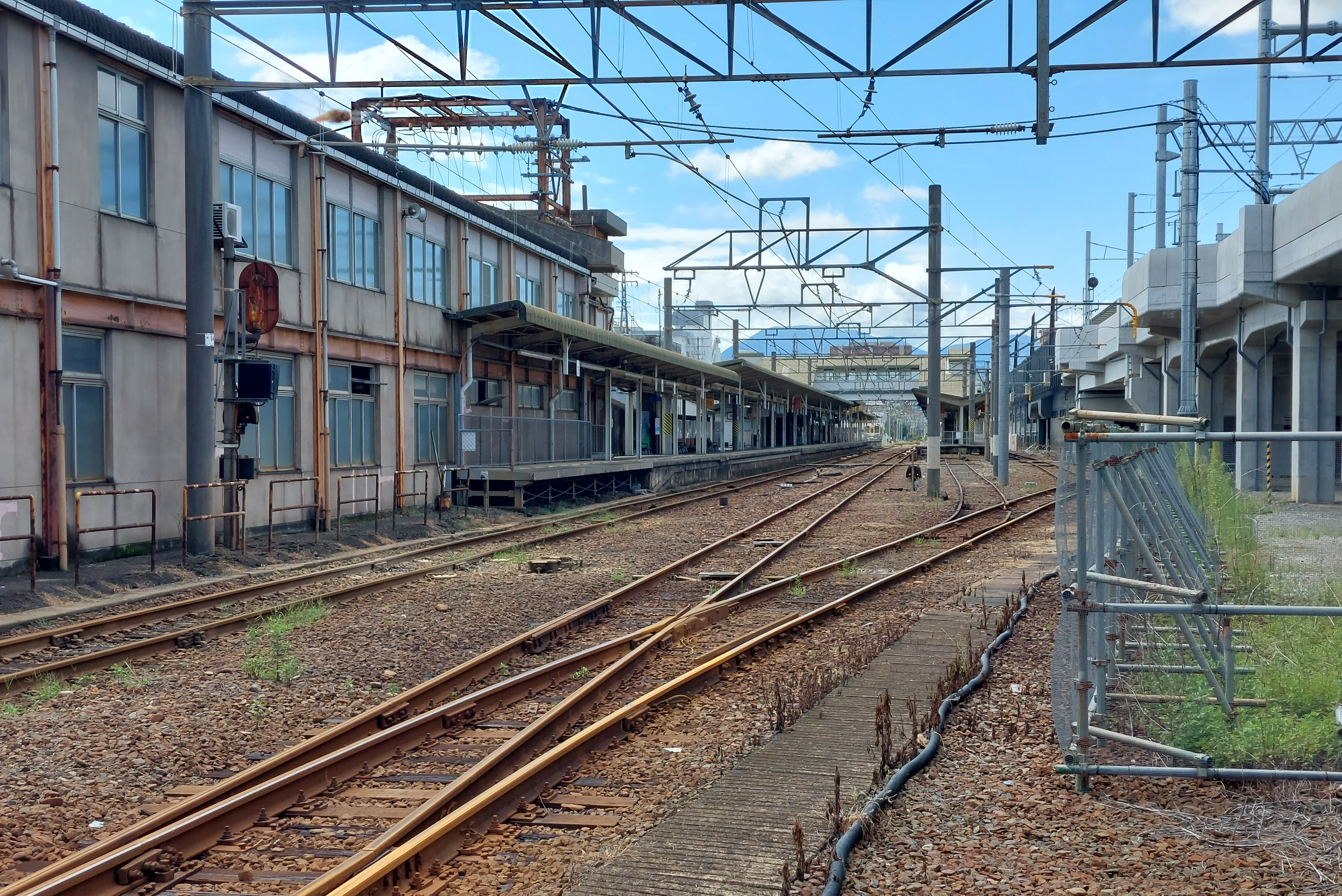
地上駅時代の北側（2024年8月）
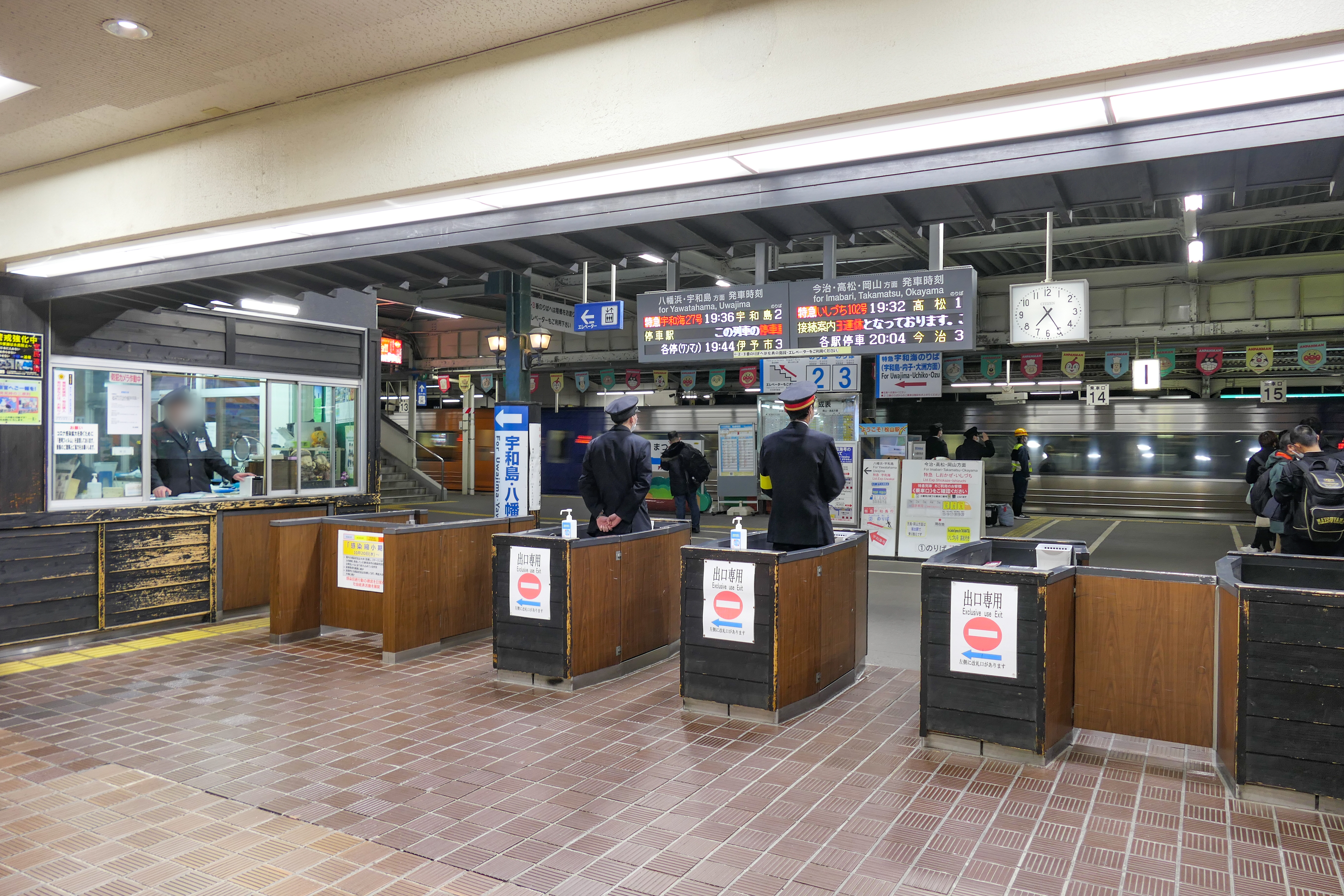
地上駅時代の改札口（2021年12月）
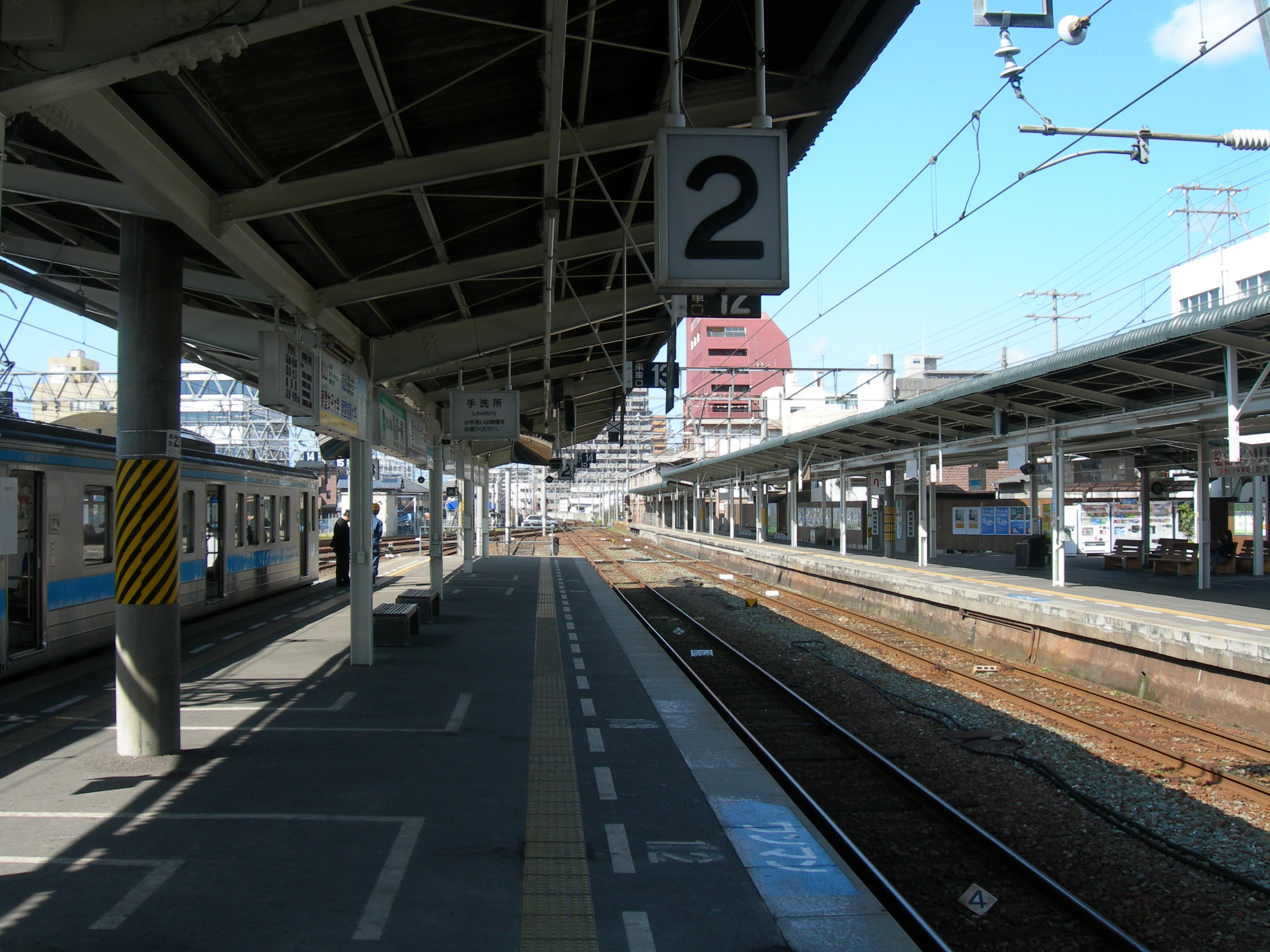
地上駅時代の2・3番線ホーム（2008年3月）
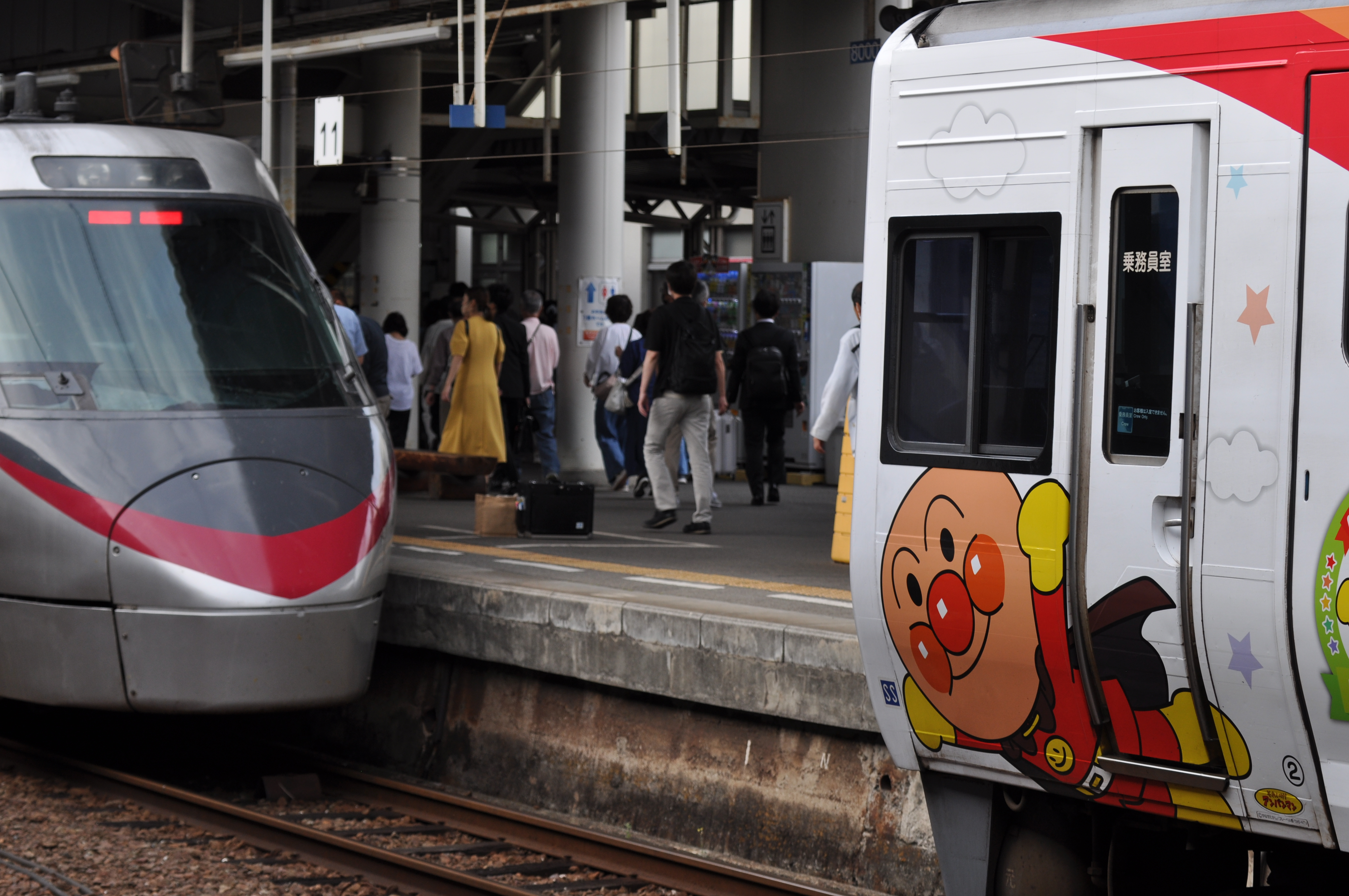
地上駅時代の1番線ホームでの縦列停車の様子（2023年5月）
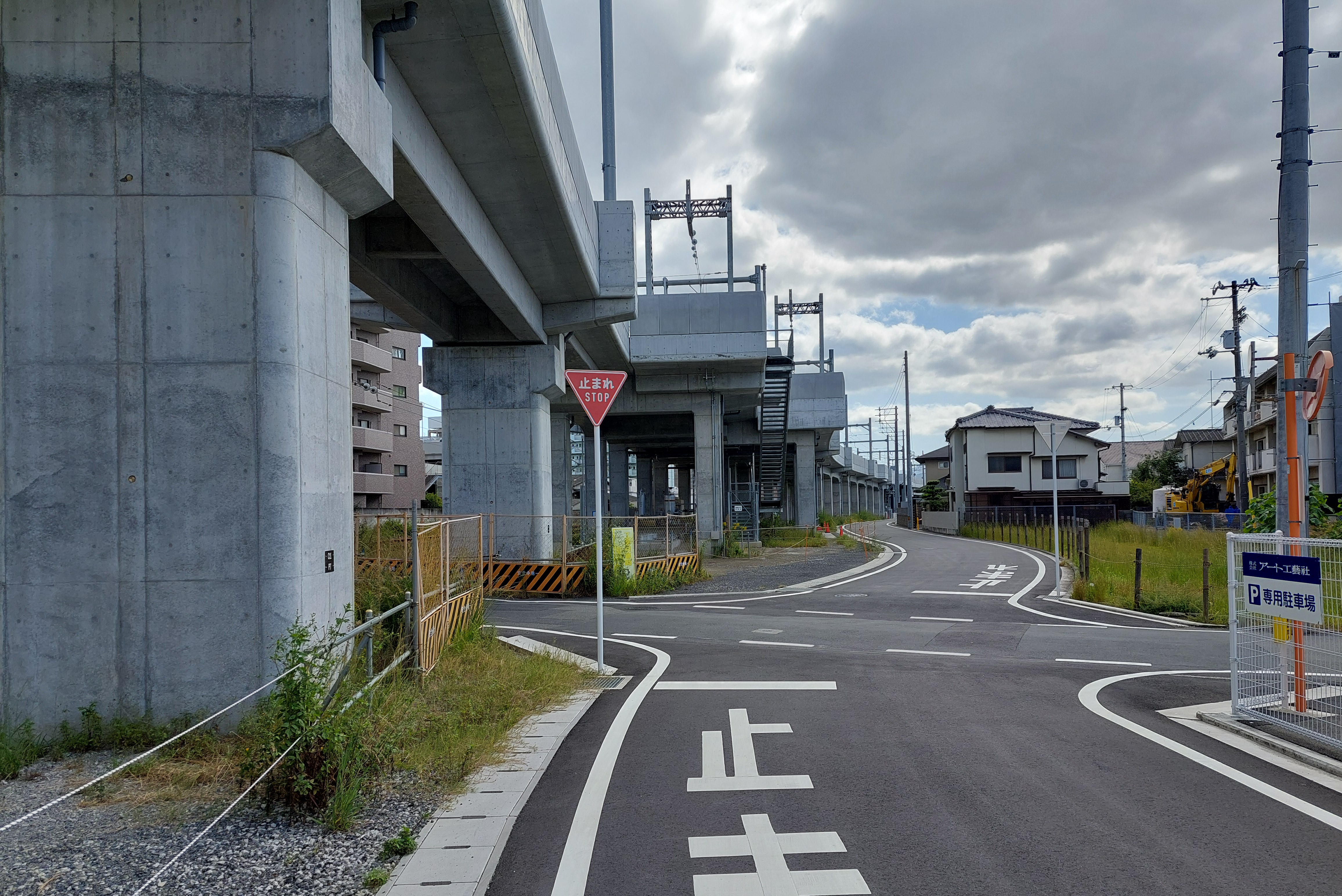
北側引上線の末端部（2024年10月）
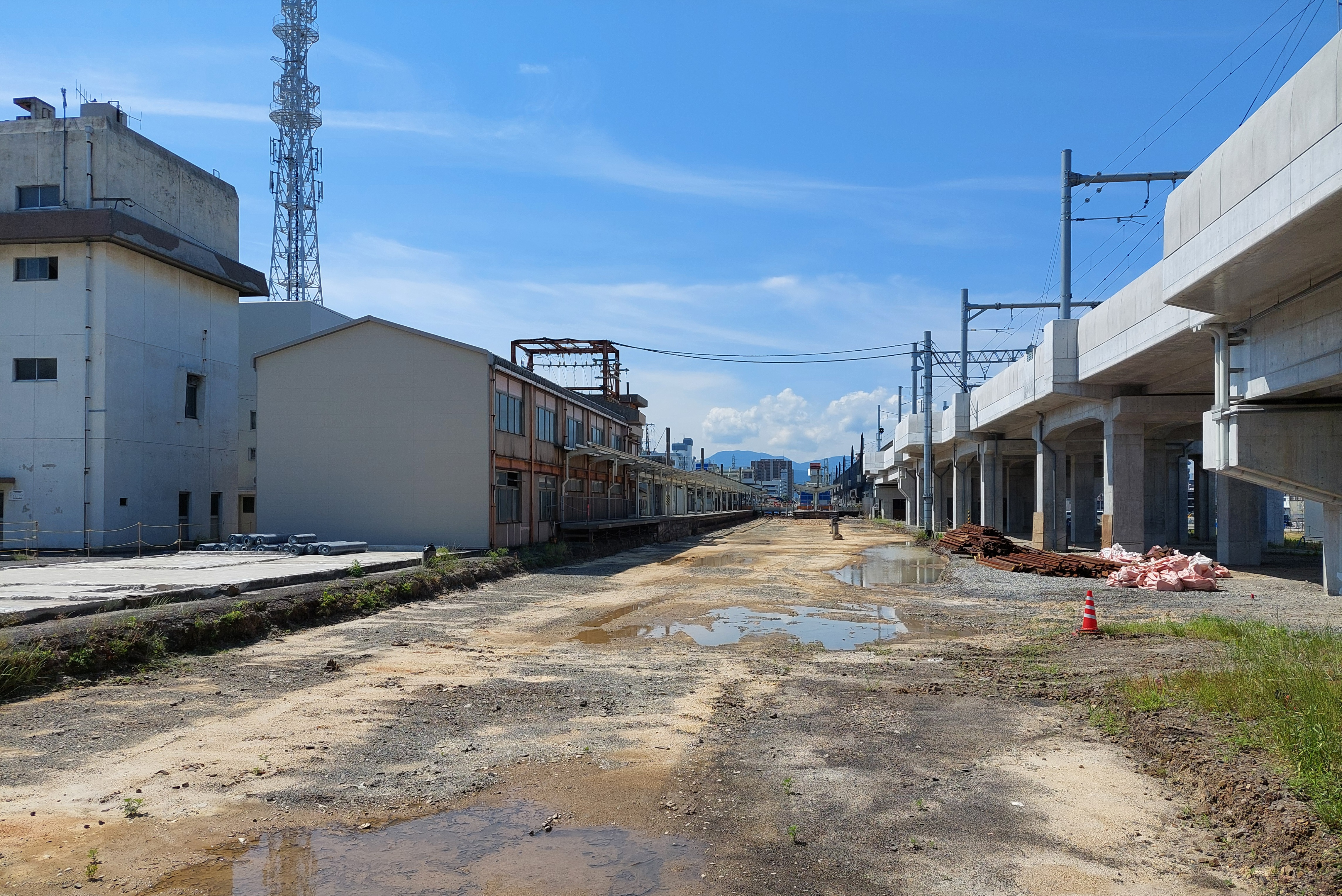
解体工事中の旧地上駅（2025年5月）

### 伊予鉄道
愛媛県道19号松山港線上に千鳥式に配置された2面2線の安全地帯が設けられている電停である。市内電車（松山市内線）の1、2、5号線が使用する。本電停を境に古町方は単線、西堀端方は複線となっている。それぞれ、松山市駅・道後温泉方面行きと、古町・木屋町方面行きとなっている。後者については■5号線が当駅を終着とするため、継続電車と当駅終着電車で停車位置を分けている。
のりばには両方向とも地下道へ通じる階段が設けられており、地下道経由で松山駅東口、県道19号線の歩道に連絡する。
2022年までの『鉄道要覧』における停留場名は「JR」のつかない「松山駅前」であったが、遅くとも2007年時点では案内上の呼称が「JR松山駅前」となっていた。その後令和5年（2023年）度版の同要覧において、正式に停留場名が変更されている。

#### のりば
| ホーム | 路線   | 行先               |
| ------ | ------ | ------------------ |
| 1      | ■1号線 | 木屋町・上一万方面 |
| 2      | ■2号線 | 松山市駅行き       |
| 2      | ■5号線 | 大街道・上一万方面 |

- 構内（2025年6月）

#### 市内電車の延伸
松山駅が高架化したため、今後は地上駅時代の施設・設備を撤去した上で電停を予讃線付近に移設する予定。さらに、松山駅下を潜って将来の市内電車による松山空港乗り入れを視野に入れ、南江戸地区までの約700mが延伸されることも決定している。

## 旧貨物駅
2020年3月13日まで、駅舎の南側にJR貨物の施設が存在していた。コンテナホーム2面、荷役線3本が設置され、駅の着発線と荷役線は市坪駅方面に伸びる引き上げ線を介して接続していた。また、駅構内には営業窓口のJR貨物松山営業所も置かれていた。松山駅付近連続立体交差事業の貨物駅機能移転により、貨物駅は3月14日をもって廃止となり、南伊予駅付近にて松山貨物駅として開業した。

### 取り扱っていた貨物の種類
- コンテナ貨物
  - 12 ftコンテナ、20 ft大型コンテナを取り扱っていた。
- 産業廃棄物・特別管理産業廃棄物の取扱許可を得ていた。

### 貨物列車
2014年3月改正時点での貨物列車は、1日1往復高松貨物ターミナル駅方面との間に高速貨物列車が運行されていた。なお、当駅終着の下り列車は高松貨物ターミナル駅始発だが、当駅始発の上り列車は大阪貨物ターミナル駅まで直通していた。

## 駅弁

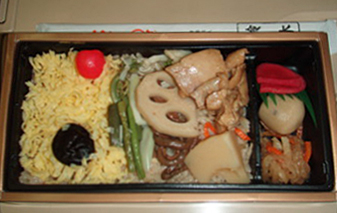
醤油めし

2018年4月2日、弁当製造販売の有限会社鈴木弁当店（1870年に料亭として創業、1938年から当駅にて駅弁販売開始、1960年4月有限会社設立）が事業停止となり、当駅の駅弁は途絶えることになった。
しかしながら「醤油めし」の消滅を惜しむ声が多いことからJR四国の子会社である四国キヨスクとステーションクリエイト東四国が岡山駅の駅弁業者である三好野本店に依頼し「醤油めし」を復活させた。復活に際し鈴木弁当店のレシピを受け継いでいるという。
主な駅弁は下記の通り。
- 松山名物 醤油めし

## 利用状況
- JR四国 - 2023年度の1日平均乗車人員は5,800人で、JR四国の駅では高松駅、徳島駅に次いで3位である[39]。

人口50万人を抱える四国最大の県庁所在地の代表駅としてはホームの数が少ないなど駅の規模が小さい。これは当駅が松山市街地の西端に位置することや、長距離客は飛行機や船、高速バスの利用が中心であり、市内や近郊も伊予鉄グループのバスや電車の方が利便性が良いことが理由として挙げられる。このため松山市駅が市の実質的な中心駅としての機能を担っている。
| 年度   | 1日平均 乗車人数 |
| ------ | ---------------- |
| 2000年 | 8,461            |
| 2001年 | 8,205            |
| 2002年 | 7,907            |
| 2003年 | 7,718            |
| 2004年 | 7,461            |
| 2005年 | 7.368            |
| 2006年 | 7,282            |
| 2007年 | 7,245            |
| 2008年 | 7,593            |
| 2009年 | 7,090            |
| 2010年 | 7,125            |
| 2011年 | 7,238            |
| 2012年 | 7,287            |
| 2013年 | 7,373            |
| 2014年 | 7,179            |
| 2015年 | 7,258            |
| 2016年 | 7,135            |
| 2017年 | 7,172            |
| 2018年 | 6,982            |
| 2019年 | 6,871            |
| 2020年 | 4,784            |
| 2021年 | 4,879            |
| 2022年 | 5,502            |
| 2023年 | 5,800            |

1日平均乗車人員（単位：人/日）
- 伊予鉄道 JR松山駅前停留場 - 2019年度の1日平均乗降人員は3,961人であった[41]。

## 駅周辺
前述のとおり、当駅は市街地の西側の外れに位置しているため、松山市の中心市街地は当駅周辺ではなく、より松山城に近い伊予鉄道の松山市駅や大街道周辺であり、街の中心部へは伊予鉄道の市内電車（路面電車）でアクセスが可能である。
東口
- 伊予鉄道高浜線大手町駅（徒歩約5分）
- 松山商工会議所
- 松山東警察署松山駅前交番
- フジグラン松山
- エディオン松山本店
- 愛媛トヨタ自動車
- キスケBOX
  - 伊予の湯治場 喜助の湯 JR松山駅前店
- 日本郵政グループ松山ビル

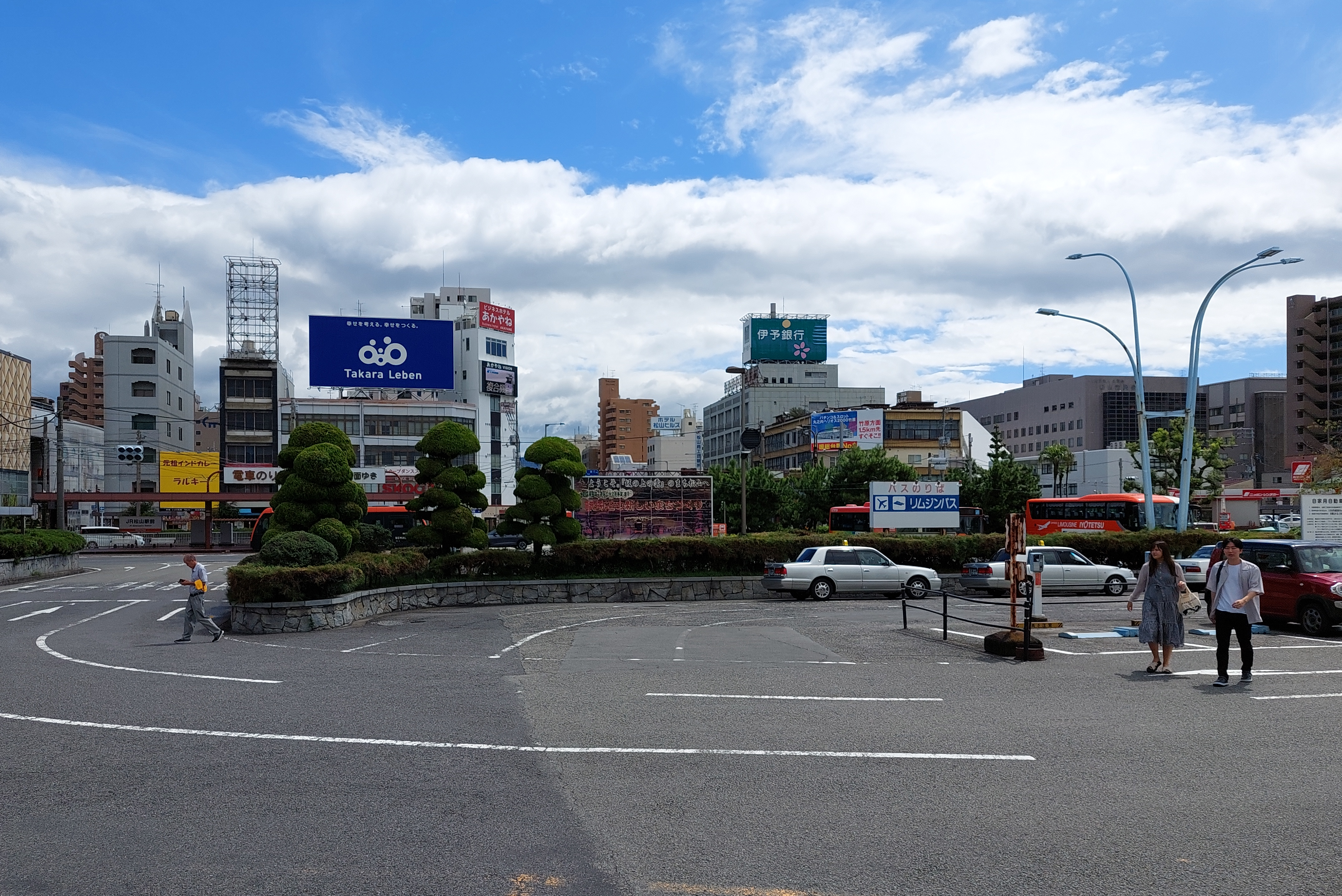
松山駅前（東口、2024年8月）

  - 日本郵便四国支社、愛媛監査室、松山共通事務集約センター
  - ゆうちょ銀行四国エリア本部、愛媛パートナーセンター
  - かんぽ生命保険四国エリア本部、松山支店
  - 日本郵政スタッフ中四国郵政健康管理センター松山分室

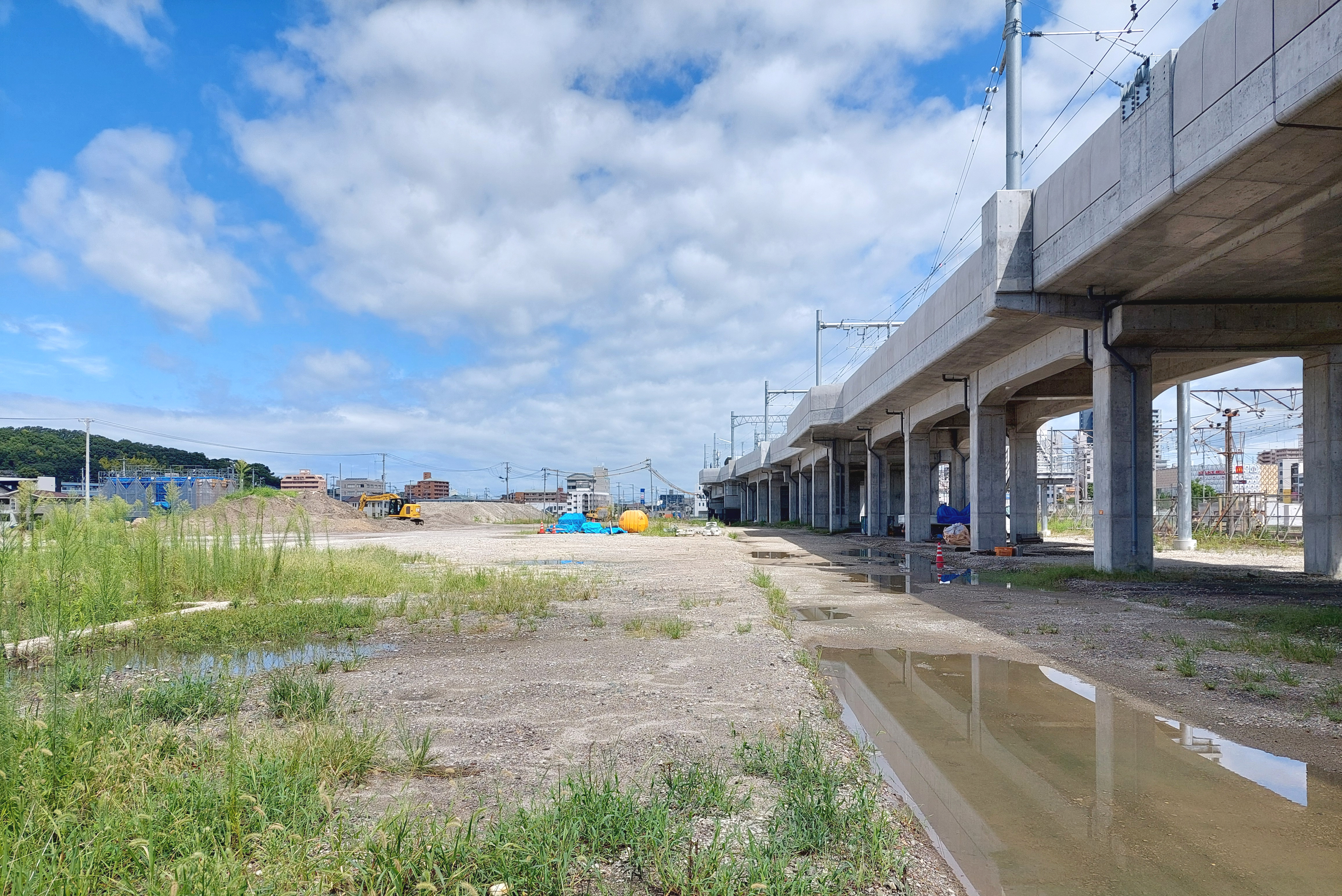
松山駅前（西口、2024年8月）

  - 松山宮田郵便局
- 国民共済
- 松山地方合同庁舎
  - 松山地方法務局
  - 中国四国農政局愛媛県拠点
  - 高松出入国在留管理局松山出張所
- 四国総合通信局
- 自衛隊愛媛地方協力本部
- 愛媛県道19号松山港線
- ホテルカジワラ
- アイスル松山（旧ホテルサンルート松山）
- ターミナルホテル松山
- スカイホテル
- 松山市民病院
- 日本基督教団松山教会
- 庚申庵（英語版）
- JAえひめ中央本所
- JAえひめ中央直売所 太陽市
- 松山市農業協同組合
- 社会民主党愛媛県連合

西口
- 松山総合公園
- 南江戸本村公園
- 南江戸公園
- 松山市下水道中央浄化センター
- 朝日八幡神社
- 大宝寺

## バス路線
駅前には伊予鉄バスとJR四国バスのバスのりばが設置されている。

### 一般路線バス
| のりば  | 停留所名   | 運行事業者            | 路線               | 路線番号・行先                                                          |
| ------- | ---------- | --------------------- | ------------------ | ----------------------------------------------------------------------- |
| 伊予鉄① | JR松山駅前 | 伊予鉄バス            | ⑩番線              | ⑩：津田団地前                                                           |
| 伊予鉄① | JR松山駅前 | 伊予鉄バス            | 勝岡線             | (62)：勝岡・運転免許センター                                            |
| 伊予鉄① | JR松山駅前 | 伊予鉄バス            | 松山観光港リムジン | 松山観光港 / 道後温泉駅前                                               |
| 伊予鉄② | JR松山駅前 | 伊予鉄バス            | ⑧番線              | ⑧：道後温泉駅前                                                         |
| 伊予鉄② | JR松山駅前 | 伊予鉄バス            | 勝岡線             | (62)：松山市駅                                                          |
| 伊予鉄③ | JR松山駅前 | 伊予鉄バス            | ⑩番線              | ⑩：久米駅前                                                             |
| 伊予鉄③ | JR松山駅前 | 伊予鉄バス            | 松山空港線         | (52)：道後温泉駅前 / 奥道後・湧ヶ淵 / 湯の山ニュータウン (53)：松山市駅 |
| 伊予鉄③ | JR松山駅前 | 伊予鉄バス 瀬戸内運輸 | 新居浜特急線       | (80)：新居浜駅前                                                        |
| 伊予鉄④ | JR松山駅前 | 伊予鉄バス            | 松山空港線         | (52)・(53)：松山空港                                                    |
| 伊予鉄⑤ | JR松山駅前 | 伊予鉄バス            | 松山空港リムジン   | 松山空港 / 道後温泉駅前                                                 |
| 伊予鉄⑤ | JR松山駅前 | 伊予鉄南予バス        | 東予港連絡バス     | 東予港                                                                  |
| －      | 松山       | JR四国バス            | 久万高原線         | 久万高原 上浮穴高校                                                     |

### 高速バス
| 停留所名 | 運行事業者                              | 愛称                                        | 行先                                                                            |
| -------- | --------------------------------------- | ------------------------------------------- | ------------------------------------------------------------------------------- |
| JR松山駅 | JR四国バス 伊予鉄バス 四国高速バス      | 坊っちゃんエクスプレス                      | 高松駅                                                                          |
| JR松山駅 | JR四国バス 伊予鉄バス 徳島バス          | 吉野川エクスプレス                          | 徳島駅                                                                          |
| JR松山駅 | JR四国バス                              | なんごくエクスプレス号                      | 高知駅・はりまや橋                                                              |
| JR松山駅 | 伊予鉄バス とさでん交通                 | ホエールエクスプレス                        | 高知駅・はりまや橋                                                              |
| JR松山駅 | JR四国バス 伊予鉄バス 下電バス 両備バス | マドンナエクスプレス                        | 岡山駅西口                                                                      |
| JR松山駅 | JR四国バス 西日本JRバス                 | 松山エクスプレス大阪号 京阪神ドリーム松山号 | ユニバーサル・スタジオ・ジャパン / 京都駅中央口                                 |
| JR松山駅 | JR四国バス JR東海バス                   | オリーブ松山号                              | 名古屋駅                                                                        |
| 松山駅東 | 琴平バス                                | コトバスエクスプレス （愛媛シャトル）       | 名古屋 / 新宿・東京ディズニーランド（コトバスステーション鳴門インター乗り継ぎ） |

琴平バスの乗り場は、当駅から大手町駅方向へ少し進んだところにあるホテルニューカジワラの隣接地にある。

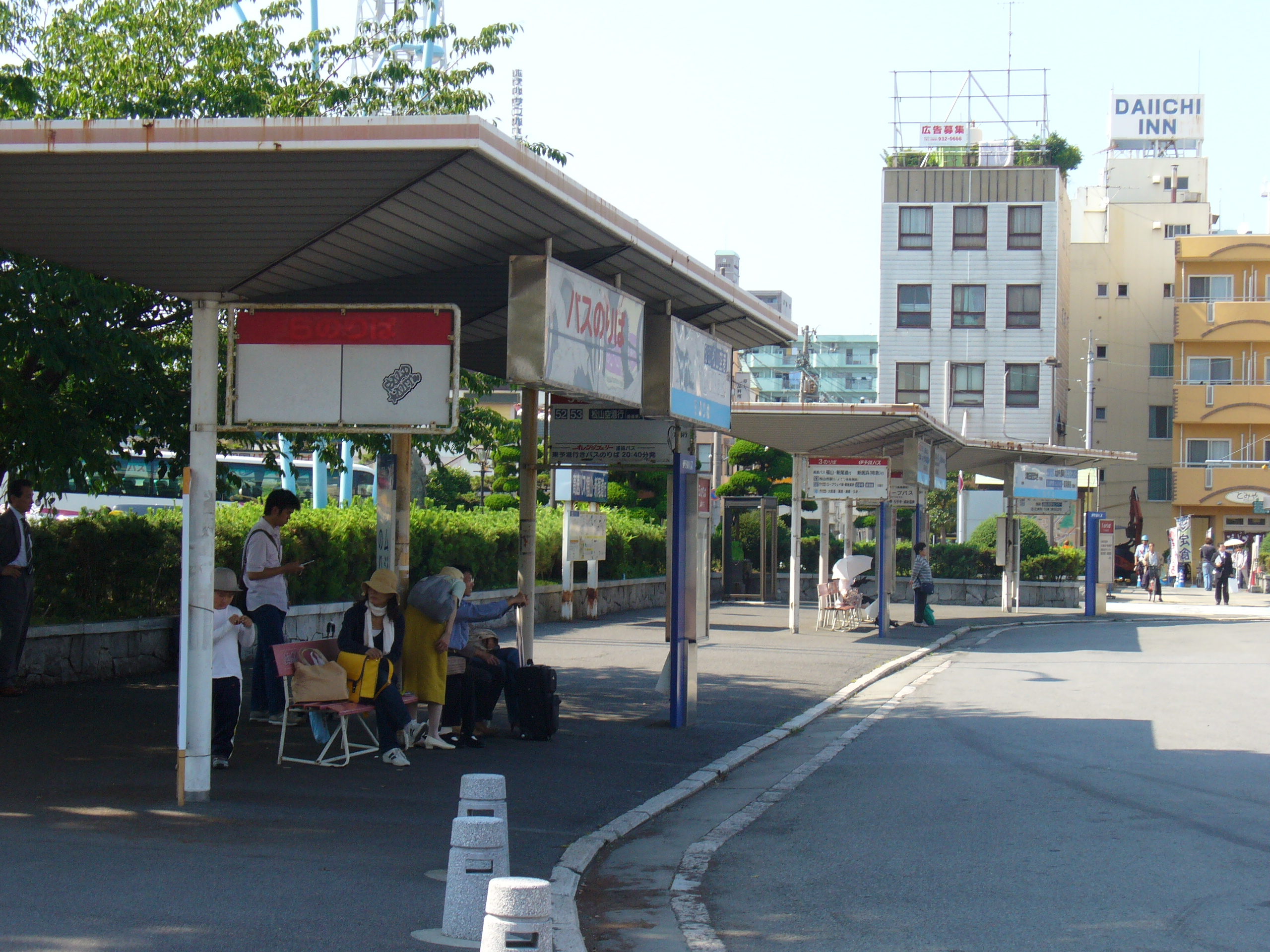
伊予鉄バスのりば
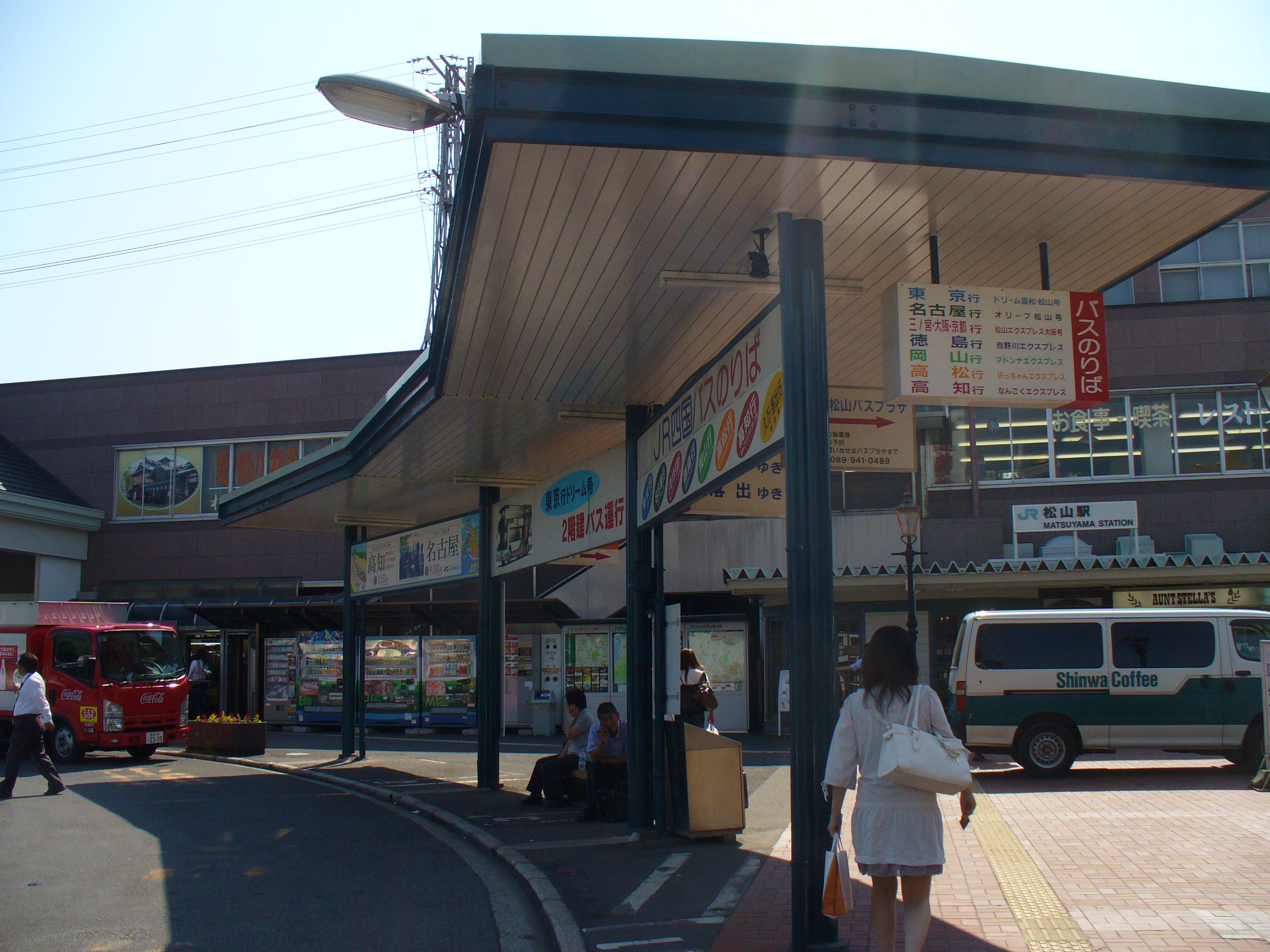
JR四国バスのりば

## 高架化事業

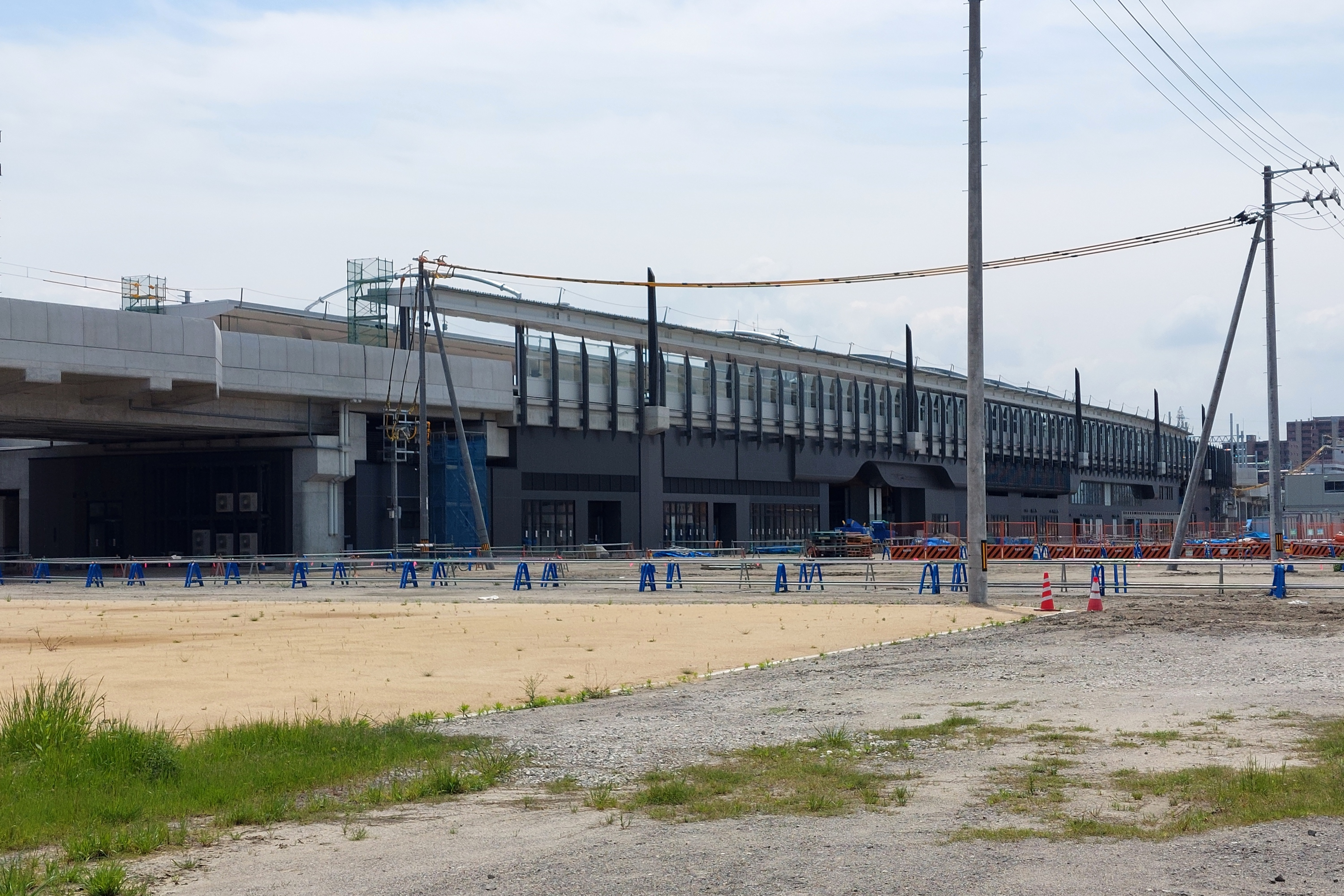
高架化工事（2024年5月）

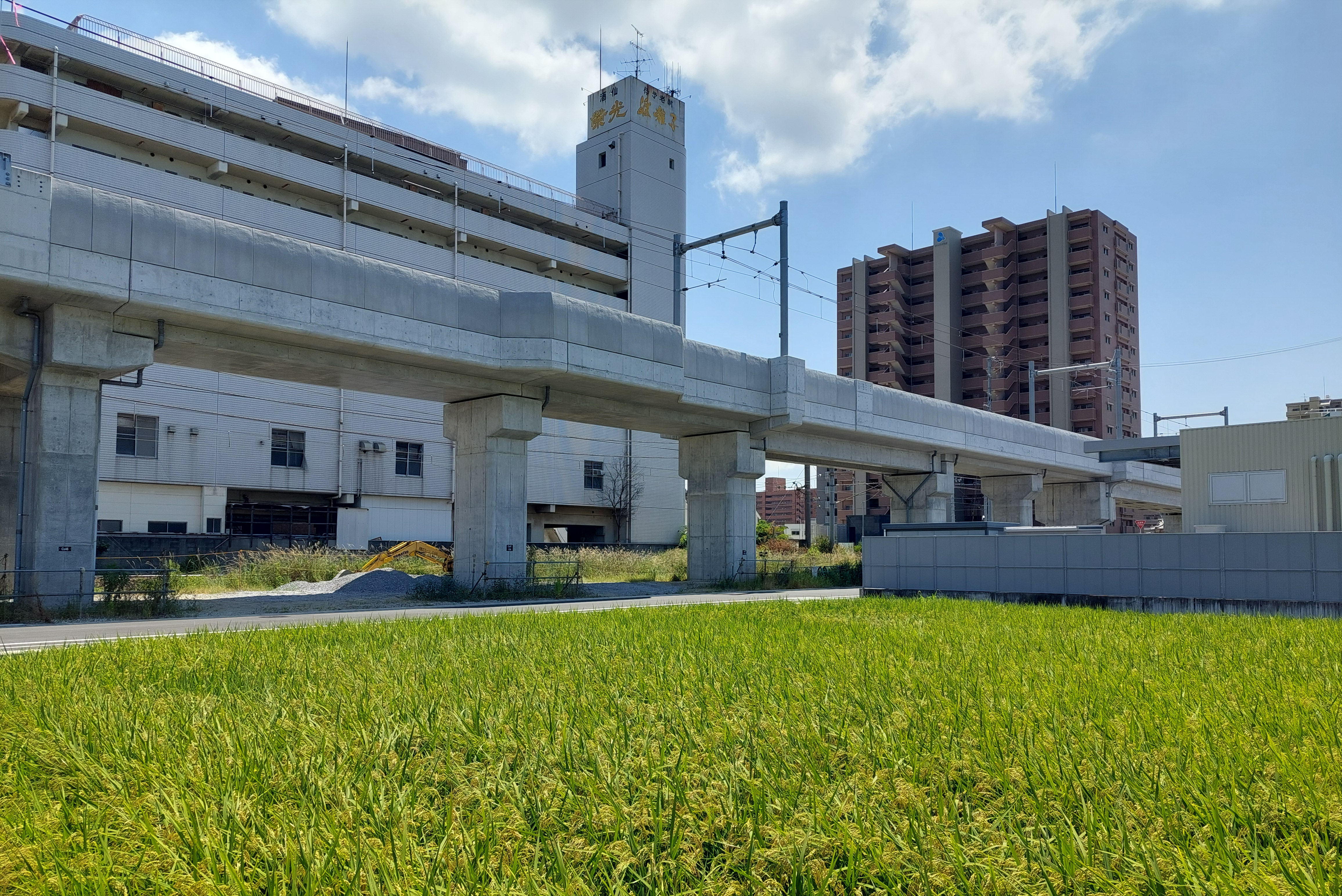
JR松山駅南西側の水田（2024年8月）

2023年6月現在、松山駅では高架化事業が進んでいる。2008年に都市計画決定および事業計画決定がなされ、同年より先行買収に着手した。先行買収は2011年度中に終了している。また、並行して埋蔵文化財の調査も行われている。

### 経緯
当駅は松山市の玄関口のひとつであるが、1953年に建築され老朽化した駅舎が現役である。2000年に駅本屋をレトロ調に改装したものの、駅舎の西方に運転所が併設されている関係で西口が設置できないなど、旧態依然とした構造ゆえに利用者に不便を強いている。くわえて、予讃線により当駅付近の中心市街地・主要道路が南北に分断されており、朝夕のラッシュ時には踏切により交通が遮断されるなど、都市生活にも支障を来しており、高架化による改良が決定された。
また、当駅は松山市街の中心（大街道や松山市駅など）からはずれた中心市街地西端に位置している。これは、全国的に同様の事例がいくつかあったようだが、国鉄線開業が昭和に入ってからと遅かったため松山市が市街中心部への鉄道引き込みを拒否したためである。結果、当時の温泉郡南江戸村（現・松山市南江戸1丁目）の田園地帯に駅をすることになり、周辺部に市街化調整区域が点在する状況にある。道路も狭隘で、市街地として抜本的な改良が待たれる。そのため、土地区画整理事業を行うことも決定された。これは高架化とあわせて市街地としての再生も目指すものである。

### 事業概要

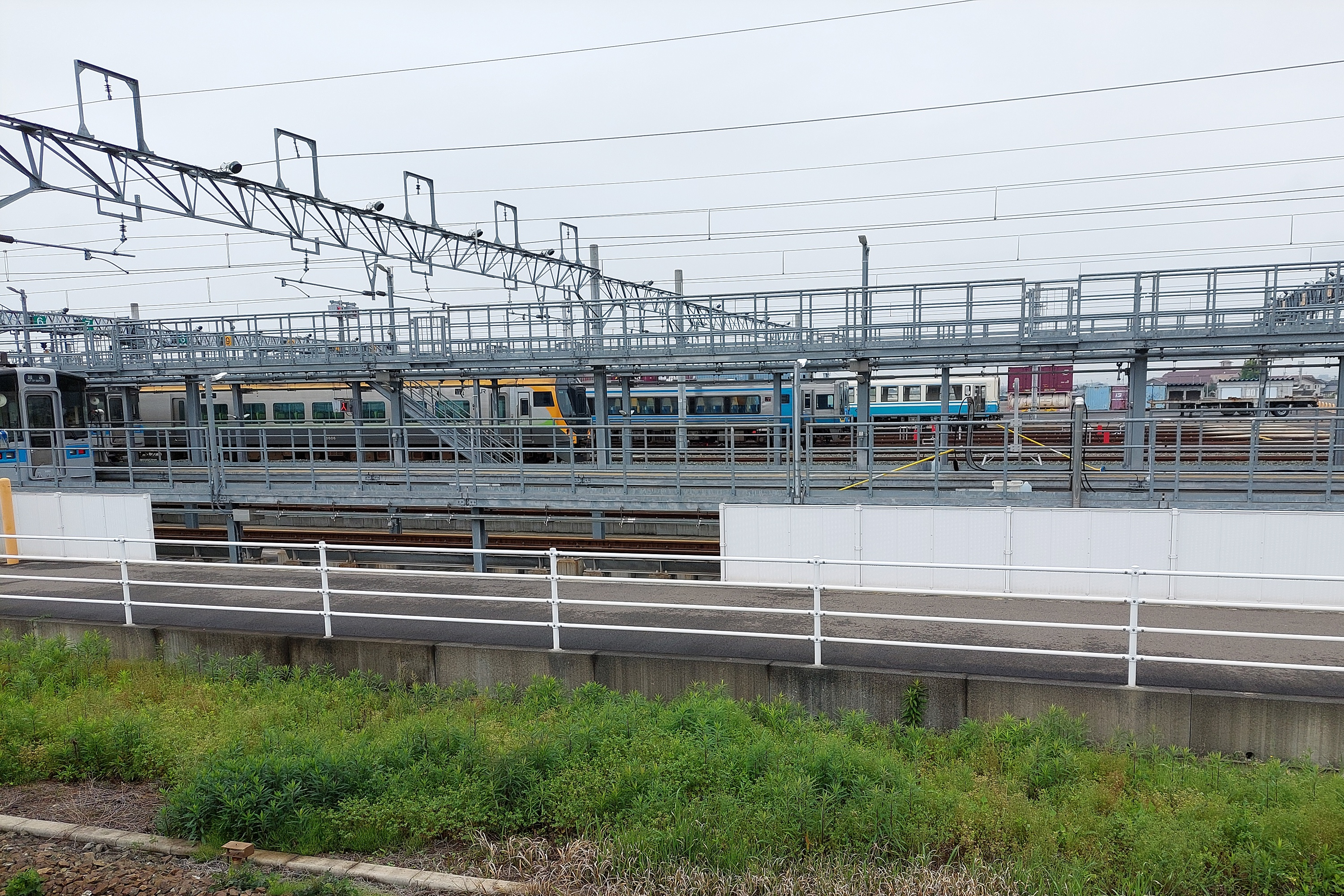
移転した松山運転所

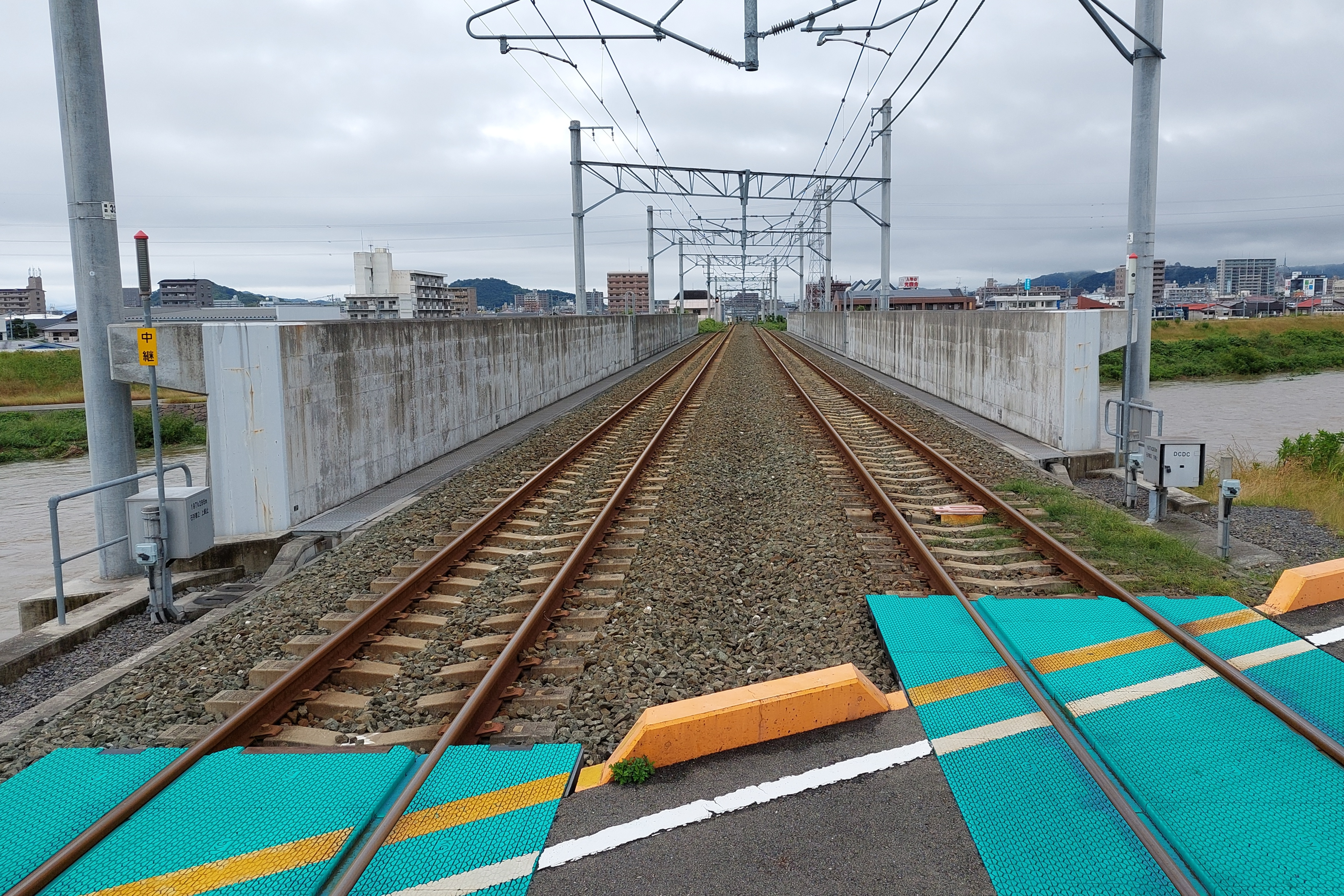
複線化された石手川橋梁

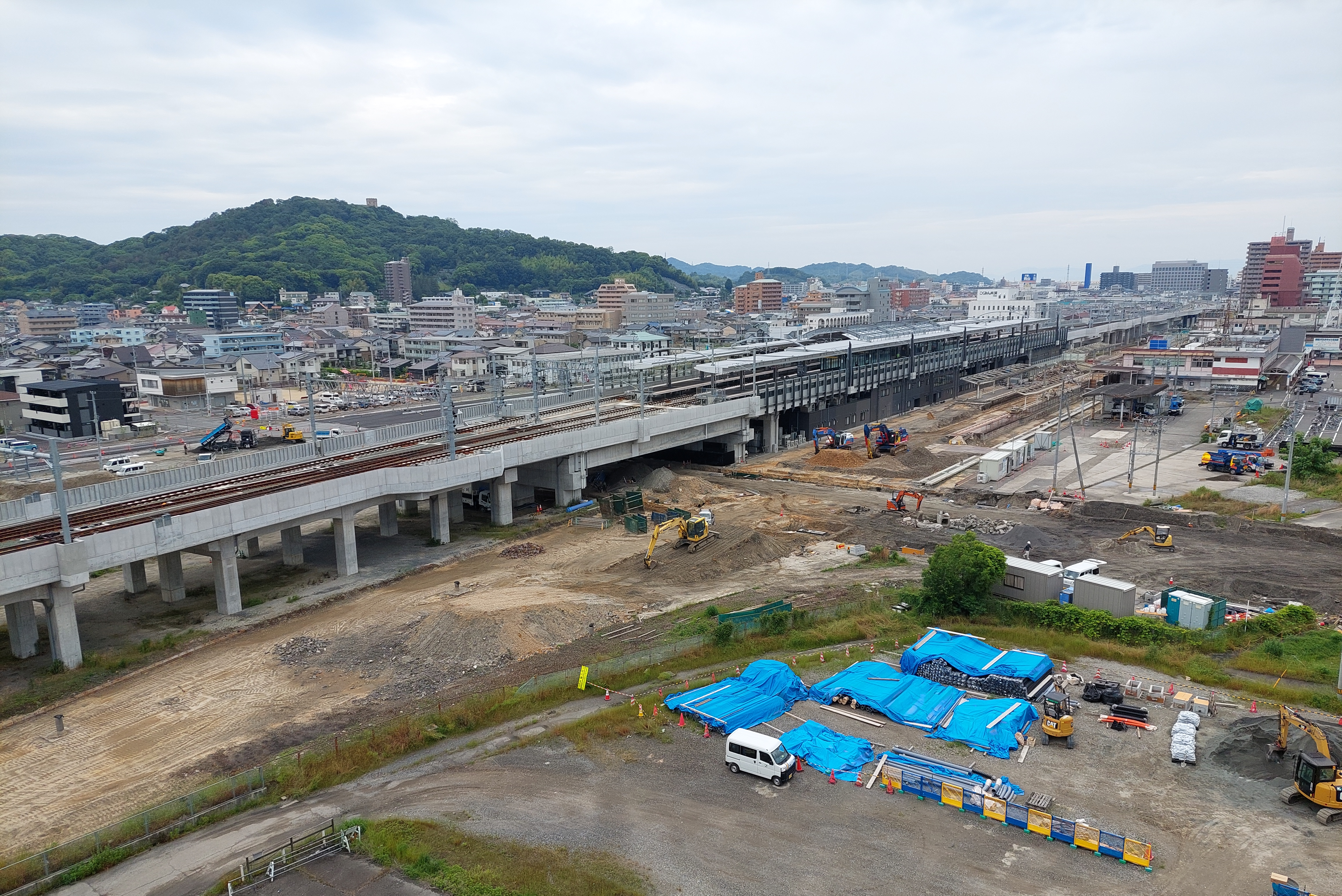
高架化後の松山駅（2025年5月）

高架化（連続立体交差化）に当たっては、旅客ホームを含む延長2.4kmの高架化と8か所の踏切除去を行ったほか、松山環状線の南側から市坪駅までの1.7kmの区間で行き違い線（市坪駅の構内扱い）を整備し、事実上複線化した。さらに、駅に隣接していた貨物駅および車両基地（松山運転所）を、転車台を含め北伊予駅 - 伊予横田駅間に新設された南伊予駅の隣接地に移転させた。
また、駅舎を高架下に設けたことに併せて、西口駅前広場を整備し、東口駅前の再開発等を実施。加えて、伊予鉄道大手町線を駅前広場前で引込み、松山西部環状線付近まで軌道延長を実施。周辺道路では、サクラメント通りのアンダーパス区間の埋め戻しを行っている。
高架化後の駅舎はエレベーター、エスカレーター設置など大幅なバリアフリー化を図ったほか、東西2カ所に出入口を設け、愛媛県内のJR四国の駅では初めて自動改札機、ウオークイン改札も設置した。また、高架下には商業エリアが設けられ、飲食店や食物販などの店舗が入居している。
当初、完成は愛媛県で国民体育大会が開催される2017年度を予定していたが、事業計画の遅れにより2020年度に変更された。その後、用地取得の長期化、さらには高架橋の設計ミスにより、2024年度の秋季以後に再変更された。その後は工事が進捗したことから、JR四国は高架ホームへの切り替えを2024年9月29日とすることで関係各所と調整していることが伝えられ、8月2日に正式に9月29日と発表された。なお、高架化当日の列車の運行は初発からではなく、午前6時ごろからとなった（そのため、午前5時台の初発の列車については運休とし、代行バスを運行した）。

## 松山市駅との関係
松山市内には、前述の通り伊予鉄道の松山市駅もある。こちらは「市駅」と略して呼ぶことが多い。特に区別を要する場合、松山駅は「JR松山駅」と呼ばれる。路線の関係から、JR松山駅は主として県内外の主要都市と結ぶ足のやや長い交通、伊予鉄道の方は松山平野内の交通と棲み分けている。
どちらかというと、松山市駅の方が市内中心部に近いことから、両社の相互乗り入れは絶えず課題となっている。ただし架線電圧の違い（JR予讃線は直流1500V、伊予鉄道鉄道線は高浜線が直流600V、横河原線と郡中線が直流750V）など、相互乗り入れには障害も多い。また、JR予讃線西衣山駅を伊予鉄道高浜線西衣山駅に併設して連絡させる計画もあった。

## 隣の駅
※特急「しおかぜ」「いしづち」「モーニングEXP松山」「宇和海」、観光列車「伊予灘ものがたり」の停車駅は各列車記事を参照。
四国旅客鉄道（JR四国）
■予讃線
■快速「サンポート」・■普通
三津浜駅 (Y54) - 松山駅 (Y55, U00) - 市坪駅 (U01)
伊予鉄道
大手町線
宮田町停留場 (06) - JR松山駅前停留場 (05) - 大手町駅前停留場 (04)